# Mátészalka

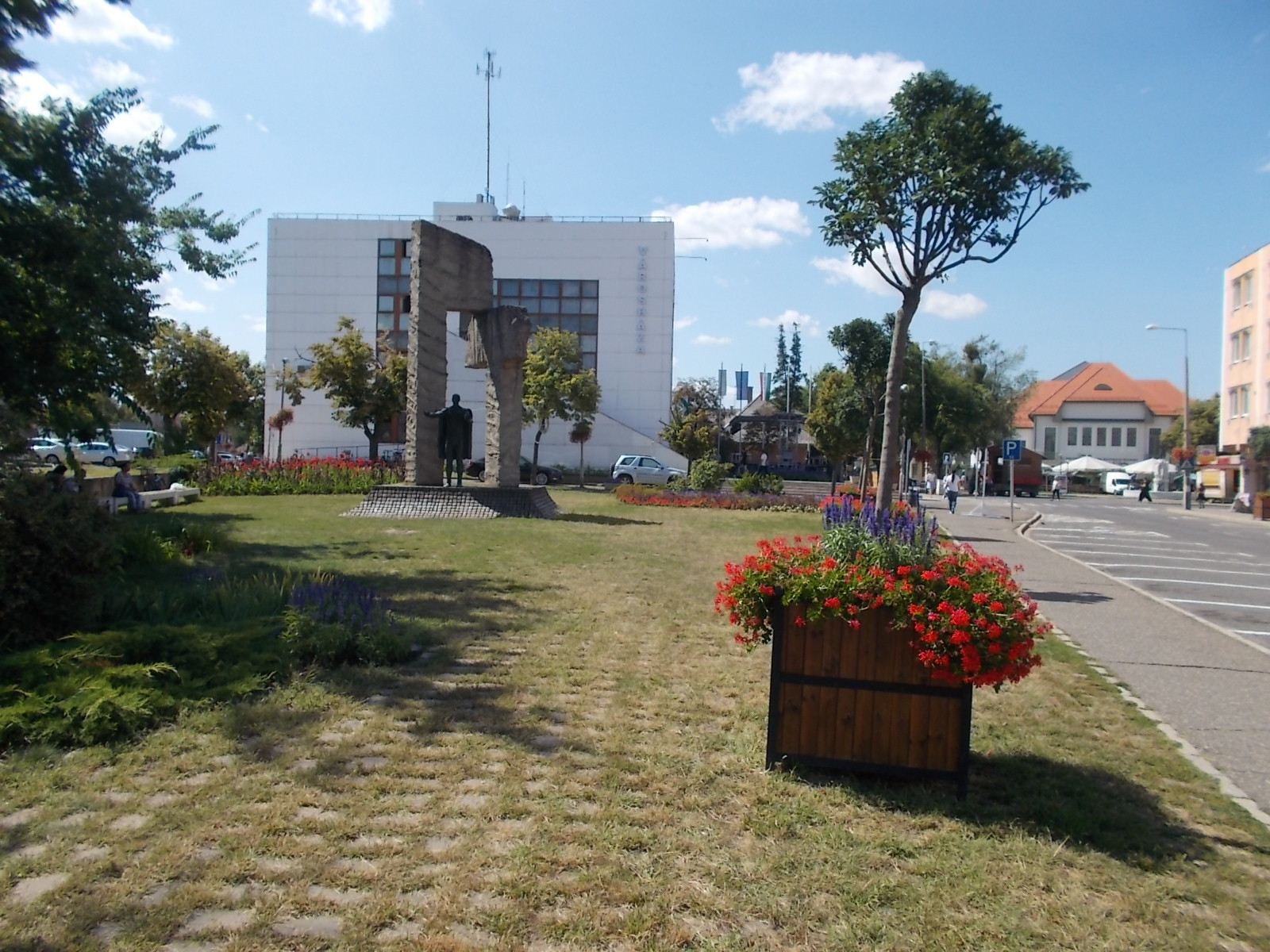
Hősök tere, városközpont, az önkormányzat épülete

Mátészalka város Szabolcs-Szatmár-Bereg vármegyében, a Mátészalkai járás székvárosa. A megyeszékhely, Nyíregyháza után a második legnépesebb település a vármegyében, jelentős gazdasági, kereskedelmi, ipari és kulturális központ.

## Fekvése
A Nyírség és a Szatmári-síkság északnyugati határán, a mai Szabolcs-Szatmár-Bereg vármegye keleti részén helyezkedik el, a Kraszna folyó bal partjának közelében. Területe 41,5 km². A megyeszékhely Nyíregyházától 52 kilométerre keletre, Debrecentől 77 kilométerre északkeletre található.
A szomszédos települések: észak felől Ópályi, északkelet felől Szamosszeg és Tunyogmatolcs, kelet felől Kocsord, dél felől Nyírcsaholy, délnyugat felől Nyírmeggyes, nyugat felől Jármi, északnyugat felől pedig Papos.

### Megközelítése, közlekedése
Két legfontosabb közúti megközelítési útvonala a Debrecentől idáig húzódó 471-es főút, valamint a szatmári térséget nagyjából nyugat-keleti irányban feltáró 49-es főút. A megyeszékhely Nyíregyházáról közvetlen elérési útvonala ugyan nincs, de könnyen elérhető abból az irányból is: Rohodig a 41-es főúton, majd onnan a 49-esen.
A környező kisebb települések közül Vásárosnaménnyal a 4117-es, Vállajjal pedig a 4918-as út köti össze.
A hazai vasútvonalak közül öt is érinti: áthalad a városon a MÁV 110-es számú Apafa–Mátészalka-vasútvonala, a 111-es számú Mátészalka–Záhony-vasútvonal, a 113-as számú Nyíregyháza–Mátészalka–Zajta-vasútvonal, a 114-es számú Kocsord–Csenger-vasútvonal és a 115-ös számú Mátészalka–Nagykároly-vasútvonal is. Mátészalka vasútállomás a városközpont közelében, az autóbusz-pályaudvar mellett helyezkedik el, közúti elérését a 471-es és a 49-es főutak felől is a 49 331-es számú mellékút biztosítja.
A város helyi, helyközi és távolsági autóbusz-közlekedését a Volánbusz Zrt. biztosítja. A helyi járatok szerződéses járatok melynek díja a helyközi díjszabási rendszer alapján működik. A térség falvaiba helyközi járatokkal lehet utazni. Megyén belül távolsági járatok indulnak Nyíregyházára, Vásárosnaményba, Kisvárdára, a vármegyén kívül pedig Debrecenbe is lehet közvetlen autóbusz járatokkal utazni.

## Nevének eredete
A városnév Máté eleme puszta személynévből magyar névadással alakult településnév. Az egyházi latin Matheus magyar Máté formája alkotja.
A Szalka helynév előzménye a régi magyar Szalka személynév. Ennek forrásaként talán számba jöhet az ótörök salya "csökönyös, makacs" szó, amely a magyarban a -ka kicsinyítő képzős nevek vonzásába kerülhetett (FNESz.) Mások ismeretlen eredetűnek tartják.

## Története
Mátészalka négy település (a két Máté, Külszalka és Belszalka) összeolvadásából jött létre. Máté falu a 12. század közepén létesült a Hontpázmány nemzetség birtokán, a Szalkából Dobosra (Nagydobos) menő út mentén. A település neve először 1216-ban, majd 1231-ben tűnik fel az alapító ős utódainak, II. András poroszlójának, Hunt comesnek és testvéreinek nevében, akiket 1216-ban Mathey, 1231-ben Mathei alakban említenek az oklevelek.

### A 16. századig
Amikor a Mátéi család utolsó férfi tagja Hunt ispán 1303 júniusában birtokait feleségére, nővére utódaira és asszonylányaira hagyta, már két Mathey nevű faluról rendelkezett. Az egyikben állt a család Szent Mihály tiszteletére emelt kegyúri temploma, és a birtoktesthez tartozott Ejeg, Gurhó és Kapus (település), valamint a vásárolt Besenyő. Később e birtokok a leányági utódoké lettek. 1325 körül a birtokot a falvakkal Magyar Pál gimesi várnagy szerezte meg, és 1327-ben királyi megerősítést is nyert rá.
Szalka, a testvérfalu a 10–11. században a mai Széchenyi utca és a Kossuth utca akkor egybefüggő, egyenes szakaszán jött létre. A 13. század végére a mai Kossuth tér környékén kialakult Belszalka (Belzalka). Ettől kezdve az eredeti településrészt Külszalka (Kywzalka), a kettőt együttesen pedig Kétszalka (Keetzalka) néven is nevezték. A tatárjárás idején pusztulhatott el Szalka első, a mai református templom helyén álló temploma is.
1268-ig királyi birtok volt a település, ekkor azonban V. István király a Karászi család ősének, Sándor szörényi bánnak adományozta. Az 1270-es évekre a település elnyerte a csütörtöknapi vásártartás jogát is. 1295-ben Szalkán megyegyűlést is tartottak, ami település jelentőségére utal.
A 14. század elején a Karásziak átadták Szalkát a szomszédos Mátét birtokló Magyar Pálnak, így a birtokok lassan egybekapcsolódtak. Az 1380-as években Szalka, az egykori kisnemesi település – Máté kivételével – egyutcás, szabályos alaprajzú település volt. Majd a közelebb fekvő Külszalka nőtt össze Mátéval a század közepén, észak felé terjeszkedve. 1381 után, mikor a terjeszkedés dél felé fordult, Belszalka is beleolvadt az északi településrészbe. Egyesülésüket nevük összevonása is tükrözi. Előbb Zalkamathe, majd Mathhezalka, Matheyzalka, Mathezalkaya alakokban fordul elő. Az új névben egy ideig ingadozott a korábbi falunevek sorrendje, végül a Mátészalka változat maradt meg. A gyakorlatban azonban a települést 1381-től a 16. század derekáig egységesen Szalkának nevezték.
1325 és 1355 között a Magyar Pál birtokában lévő település terjeszkedése ugyan jelentős volt, de a vásártartás ezidőtájt ment feledésbe, ami visszaesésre utal. 1355 és 1367 között Mátészalka az óbudai Klarissza apácarend tulajdona volt. Rövid birtoklásuk idején a fejlődés felgyorsult, a telepesekkel is gyarapodó lakosság földesúri bíráskodás alá tartozott.
1361-ben Nagy Lajos király új adományként visszaadta a település korábbi vásártartási jogát is. 1367-től birtokosai a Káta nemzetségbeli Csaholyi család tagjai lettek. A 14. század közepe táján a Csaholyiak uradalmi központjukat feltehetőleg az újjáépített templom környékére, a mai Kossuth tér területére helyezték át. Földesúri kúriájukat a későbbiekben Fellegvárnak nevezett településrészen építették fel.
Az 1380-as és az 1560-as évek közötti időszakot Mátészalka mezővárosi fejlődése jellemzi. A 14. század végén a településnek már kiterjedt jogokat biztosítottak. Erre utal az is, hogy Szalka bírái az esküdt polgárok és a település közösségének nevében 1408-ban önállóan adtak ki oklevelet. Vásárainak látogatottságát bizonyítja, hogy 1381 és 1480 között a környéken Bátor (Nyírbátor) mellett a szalkai vásárokon hirdették ki a hatósági idézéseket. A szalkai kézművesek és kereskedők pedig a 14. században messzi vásárokra is elmentek áruikkal.
Néhány jobbágyfiú magasabb iskolába is eljutott, erre utalnak a gyarapodó Deák családnevek is. Az egyik szalkai varga fia, Szalkai László esztergomi érsekként és az ország főkancellárjaként esett el a mohácsi csatában.
Szalkát mezővárosnak (opidumnak) – több mint egy évszázados mezővárosi fejlődése ellenére – csak 1498-ban nevezi meg egy oklevél.
1504-ben említik először a Csaholyiak nemesi kúriáját, mely ekkor a család bárói ágának birtoka. Az élénk fejlődésnek az ország három részre szakadása vetett véget. Mátészalka nem került török kézre, de a török rablóhadjáratok, valamint az osztrák kézen lévő Észak-Magyarország és Erdély közötti csatározások gyakran sújtották.
A Csaholyi család bárói ágának kihalása után Szalka Melith György birtoka lett, ki 1543 után Szalkán telepedett le, és az egykori Csaholyi kúriát erőddé fejlesztette, erről kapta a környező – egyébként sík területen fekvő – mai városrész a Fellegvár nevet.
Melith György azonban valamikor 1559 és 1561 között az állandó csatározások, hadvonulások útjában levő Szalkát elhagyta, és a biztonságosabb Csengerbe költözött. A magára hagyott mezőváros fejlődése megállt.
Az 1560-as évektől a 18. század végéig terjedő időszakot a pusztítások és újjáépítések időszakának tekinthetjük. Mátészalka ekkor, az északkeleti háborúk idején szenvedte el első ismert megpróbáltatásait. Kastélyerőddé alakított kúriáját több ízben is feldúlták, és Zay Ferenc felső-magyarországi főkapitány csapatai is valószínűleg kirabolták.
A Melith családbeliek a Fellegvárnak nevezett kastélyt még ezt követően is rendbe hozták.
Az újabb pusztítások a századforduló táján érték. Fosztogatták a törökök, Basta zsoldosai, tatár hadak dúlták.
Lakosságát több ízben is pestisjárvány tizedelte.

### 17–18. század
1662-ben az újjáépített Szalkán Szatmár várának német zsoldosai garázdálkodtak, de a források szerint az évtized végéig még néhányszor feldúlták a helységet.
Rákóczi első éveiben a település a teljes pusztulás képét mutatta.
1705 tavaszán a fejedelem küldöttei mindössze öt embert találtak Szalkán.
1784-ben, – majd nyolcvan év múlva – az első katonai felmérés idején viszont a városnak már 15 utcája volt. 1786-ban az első népszámlálás már 1325 lakost és 229 házat számlált össze.
Mátészalkára a 18. század közepén települtek az első zsidó családok. A 19. század közepére beindult a zsidóság gazdasági felemelkedése, ami aztán a kiegyezés után a jogi emancipációval teljesedett be. Kiemelkedő volt a Schwartz, később Szalkai család gazdasági és társadalmi tevékenysége.

### 19–20. század
A 19. századtól a trianoni békeszerződésig terjedő időszak a polgári városiasodás korszaka:
1835-től az első kataszteri felméréstől a településfejlesztés már a tervszerűen irányított városépítés képét mutatja. 1857-re datálható a mátészalkai zsinagóga építése. 1864-ben korszerű mezőgazdasági gyártelep épült. 1887-től kiépültek a vasútvonalak, bankokat, patikákat nyitottak. 1888-ban Dr. Szalkai Gyula zsidó származású iparos, a vidéki városok között elsőként, bevezette egy szakaszon az utcai villanyvilágítást. 1890-ben megjelent az első napilap. A Piac utca (ma Kossuth utca) zártsorú beépítése, az egyre gyarapodó üzletek virágzó forgalma is ezt a fejlődést tükrözi.
1902-ben a településen iparoskör alakult. 1906-ban megnyitották az állami polgári fiúiskolát, sok középület, többszintes magán- és bérlakás épült. A két világháború közötti negyedszázad a városi rangját vesztett, ugyanakkor megyeszékhellyé vált nagyközség látványos fejlődésének időszaka. Mátészalka a trianoni békeszerződés után előbb Szatmár, majd 1923-tól Szatmár, Ugocsa és Bereg k.e.e. vármegye székhelye volt. Új városközpont alakult, területén nagyarányú építkezés folyt. Ekkor épült a vármegyeháza, a kórház, az iparosok székháza, a téli gazdasági iskola, a hősök iskolája, a sportpálya is.
1940-ben, amikor Szatmárnak a Romániához csatolt része újra Magyarországhoz került, Mátészalka helyett Szatmárnémeti lett a megyeszékhely. 1944 végére a lakosság a háborús veszteség, a zsidóság nagy részének deportálása és meggyilkolása és az elvándorlás miatt 9000 főre csökkent. 1944. október 28-án hajnalban érték el Mátészalkát a szovjet és román csapatok. 1945 és 1950 között Mátészalka az egyesített Szatmár-Bereg vármegye székhelye volt, és e szerepkörében ismét a térség központjává vált. Lakossága a vissza- és idetelepülőkkel jelentősen megnőtt.
Ipara azonban néhány jelentéktelen és korszerűtlen kisüzemen kívül alig volt, mezőgazdasága is csak az első bizonytalan lépéseket tette meg a nagyüzemi gazdálkodás felé. A település szerkezete a második világháború előtti Mátészalka arculatához képest alig változott.
Az 1950-es megyerendezés során Szabolcs-Szatmár megye létrehozásával – ami aztán a rendszerváltozás után a Szabolcs-Szatmár-Bereg megye nevet kapta – megszűnt Mátészalka megyeszékhelyi szerepe.
Az 1960-as évekre a település gyarapodása erősebb üteművé vált. A tervszerű ipartelepítés, lakás- és közműépítés jellemezte ezt az időszakot.
1969. augusztus 1-jén a nagyarányú fejlődés eredményeként Mátészalkát várossá nyilvánították. Az 1970-es évek tervszerű településhálózat-fejlesztési politikája az új várost középfokú központnak jelölte ki, lényegében a korábbi Szatmár-Bereg megye központjának szánta ismét. Mátészalka további fejlődéssel bizonyította saját felkészültségét, képességét a tényleges várossá válásra.
Az 1970-es éveket az iparosítás és közművesítés, a lakásépítés, kereskedelem és szolgáltatás fejlesztése egyaránt jellemezte. Megváltozott a város szerkezete is: új városközpont épült, elkészült a 49-es főút belterületi átkelési szakasza, kialakították az északi és nyugati ipartelepeket, új lakótelepek épültek.
1981. szeptember 24-én a Magyar Urbanisztikai Társaság Mátészalka dinamikus és eredményes városfejlesztési tevékenységének elismeréseképpen a városnak Hild János-díjat adományozott.

### Mátészalka gazdasága

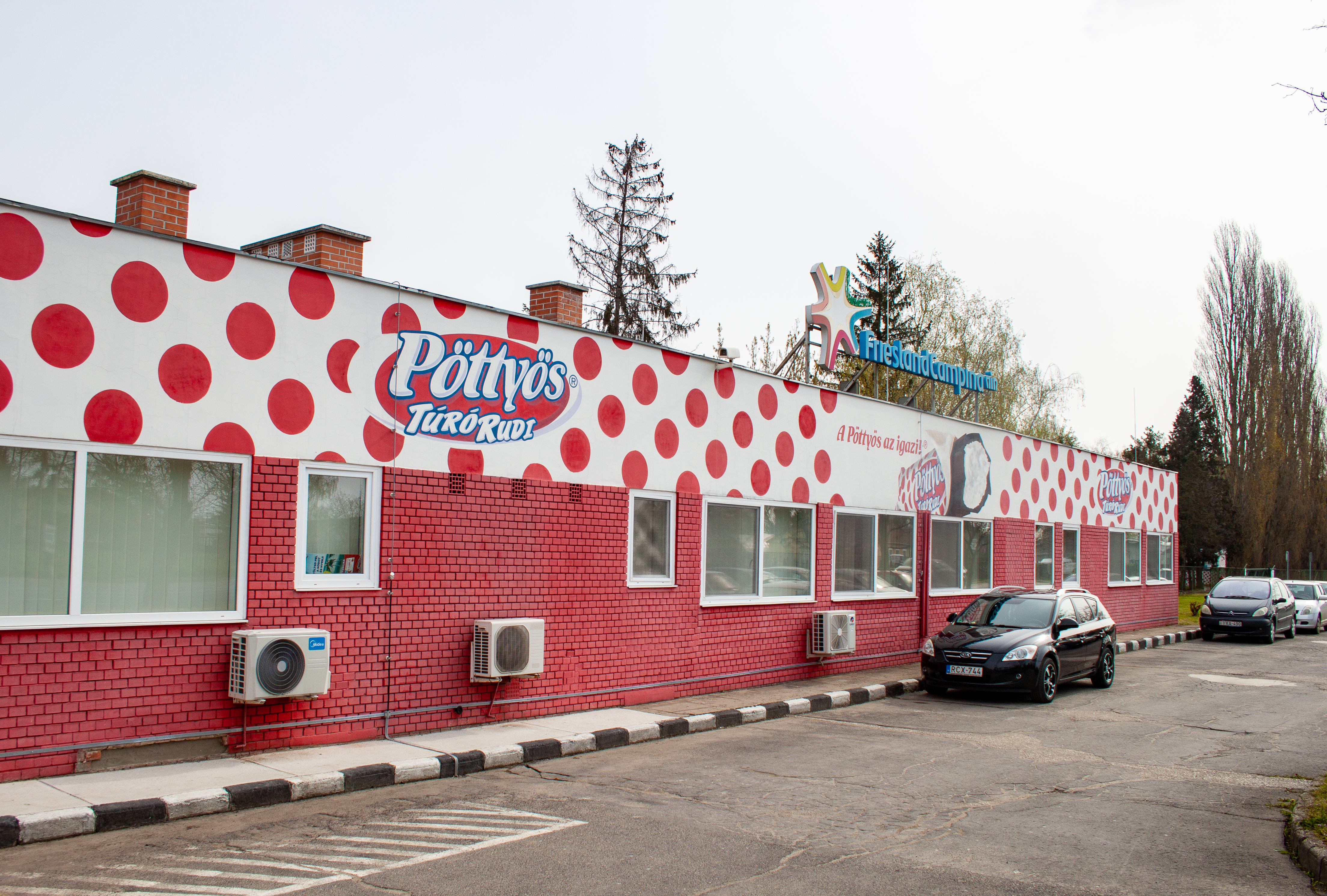
Tejüzem
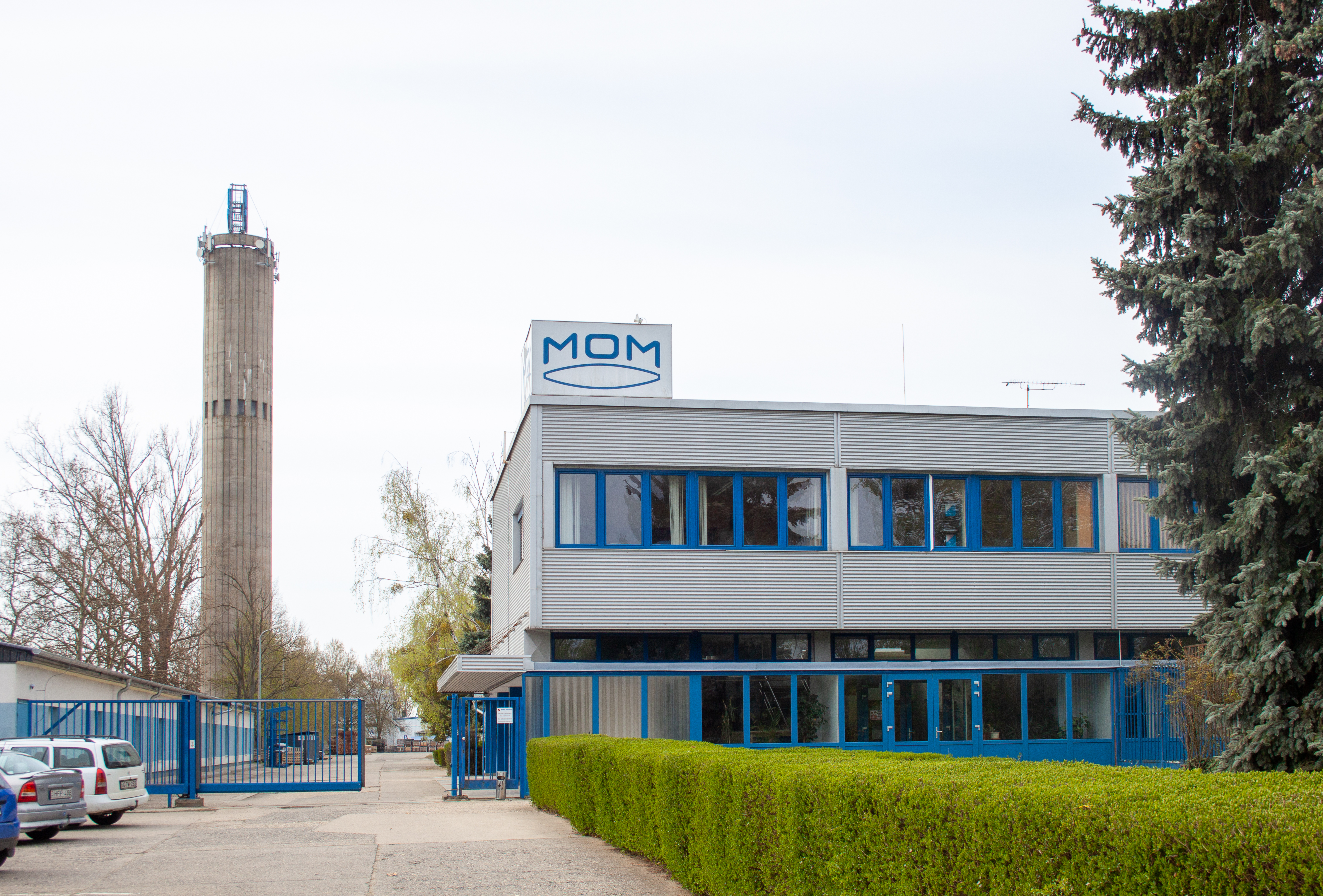
Az egyik optikai üzem a három közül
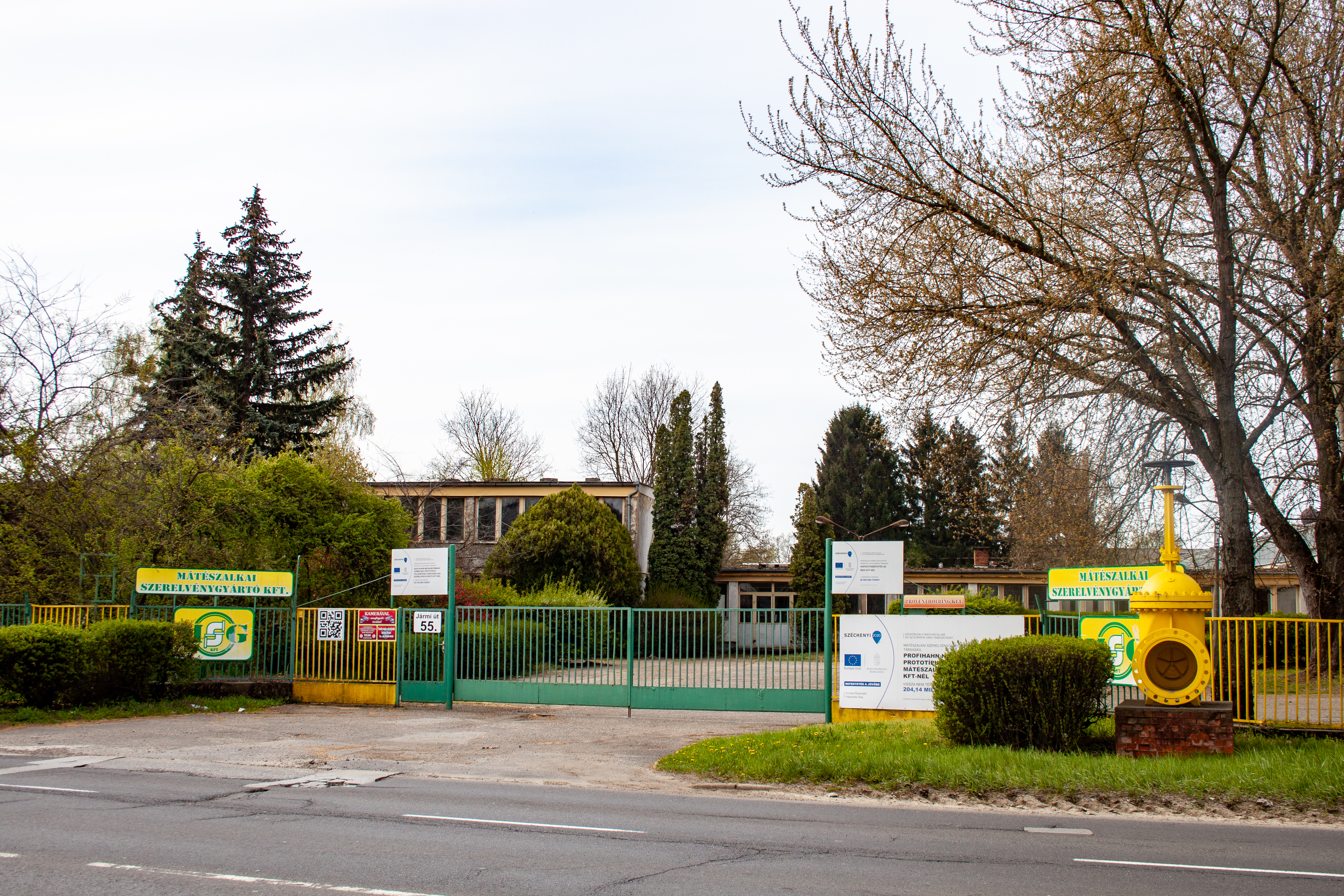
Szerelvénygyártó kft
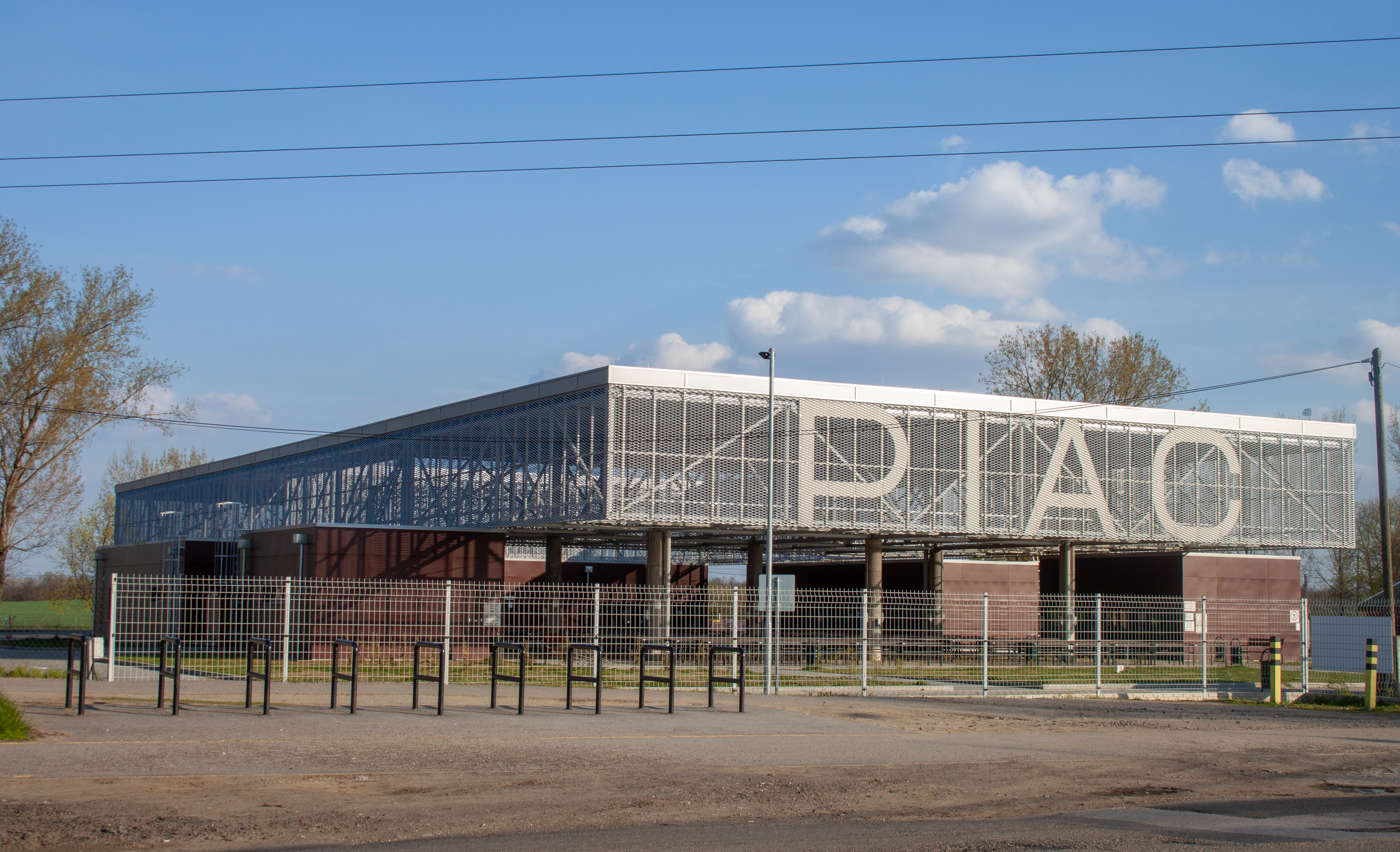
Korszerű piacépület

## Közélete

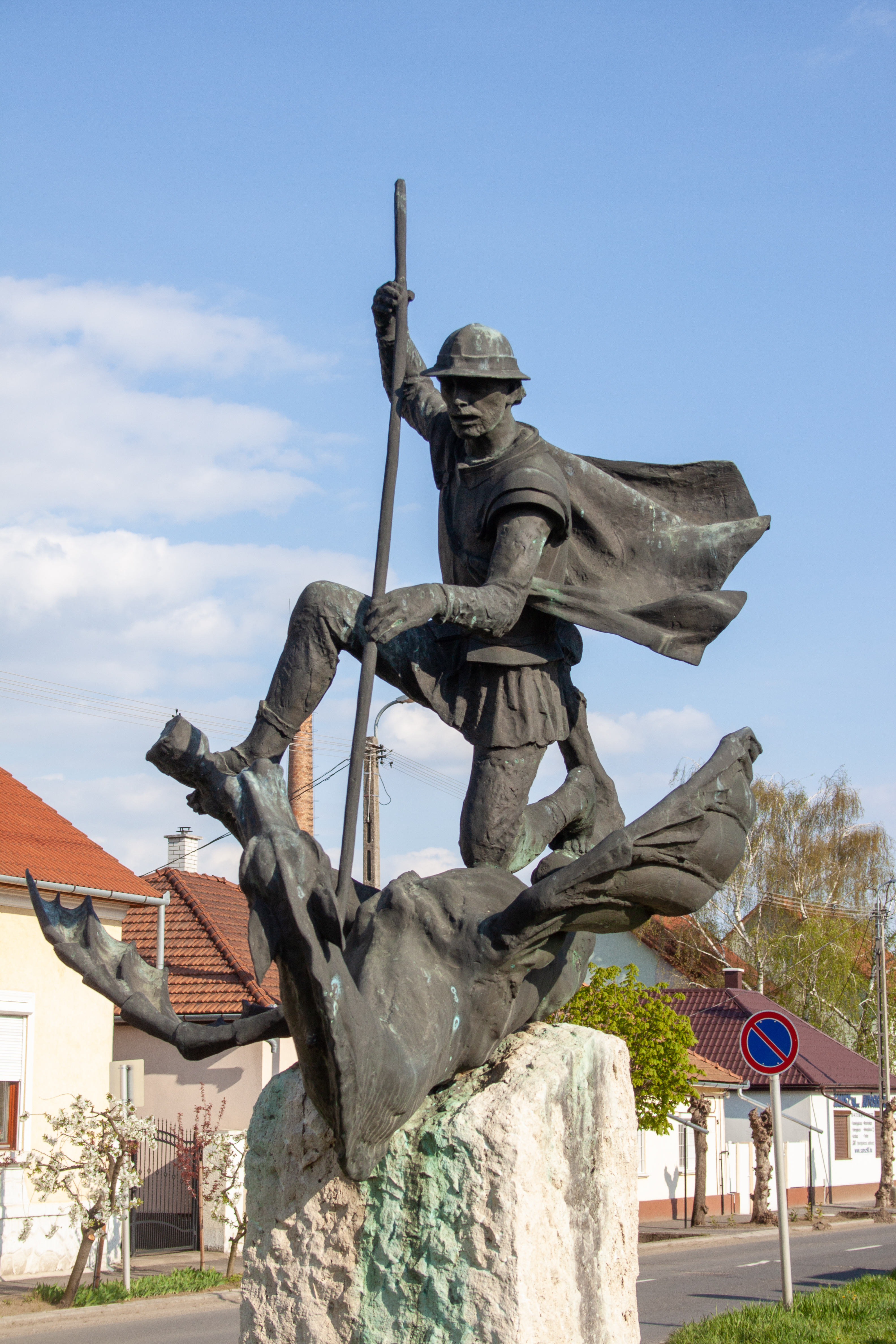
Szent György szobor, Mátészalka

### Polgármesterei
| Polgármester | Polgármester       | Polgármester              |  |
| ------------ | ------------------ | ------------------------- |  |
| 1990–1994    | Dr. Szilágyi Dénes | MDF                       |  |
| 1994–1998    | Dr. Szilágyi Dénes | KDNP-MDF-FKgP             |  |
| 1998–2002    | Dr. Szilágyi Dénes | MKDSZ-MDF-Fidesz-FKgP     |  |
| 2002–2006    | Bíró Miklós        | MSZP                      |  |
| 2006–2010    | Szabó István       | Fidesz-Vörösmarty Kör-MDF |  |
| 2010–2014    | Szabó István       | Fidesz-KDNP               |  |
| 2014–2019    | Dr. Hanusi Péter   | Fidesz-KDNP               |  |
| 2019–2024    | Dr. Hanusi Péter   | Fidesz-KDNP               |  |
| 2024–        | Dr. Hanusi Péter   | Fidesz-KDNP               |  |

A Mátészalkát 2014 óta vezető Hanusi Péter 2006 és 2014 között a szomszédos Nyírcsaholy polgármestereként dolgozott.

## Mátészalkai érdekességek
- 1888-ban, Magyarországon először – New Yorkkal egy időben – Mátészalkán, a mai Kossuth utca 16. szám alatt Szalkai Pál házában gyulladt ki a villany. Az áramot a Schwarcz Mór által a 19. század közepén alapított Szalkai Gyártelep és Mezőgazdasági R.T. villanyáram-szolgáltató részlege biztosította. A Kossuth és a Rákóczi utca kereszteződésében levő téren pedig napjainkban is áll egy tömör vasból készült villanyoszlop, amely az első, eredeti villanyoszlopok közül való. Itt a két utca kereszteződésében levő téren áll Bíró Lajos mátészalkai szobrászművész Lámpagyújtó című alkotása is. A Kossuth utca 16. sz. ház falán ma emléktábla áll. Az esemény emlékére minden év szeptemberének első hetében rendezik meg a Mátészalkai Fényes Napok Fesztivált.
- Mátészalka nevét és minden bizonnyal egy itt elkövetett bűneset emlékét őrzi a széles körben ismert Mátészalka gyászban van című szatmári népdal, más néven Gacsaj Pesta balladája.
- A híres amerikai színész, Tony Curtis szülei Mátészalkáról emigráltak az Egyesült Államokba.

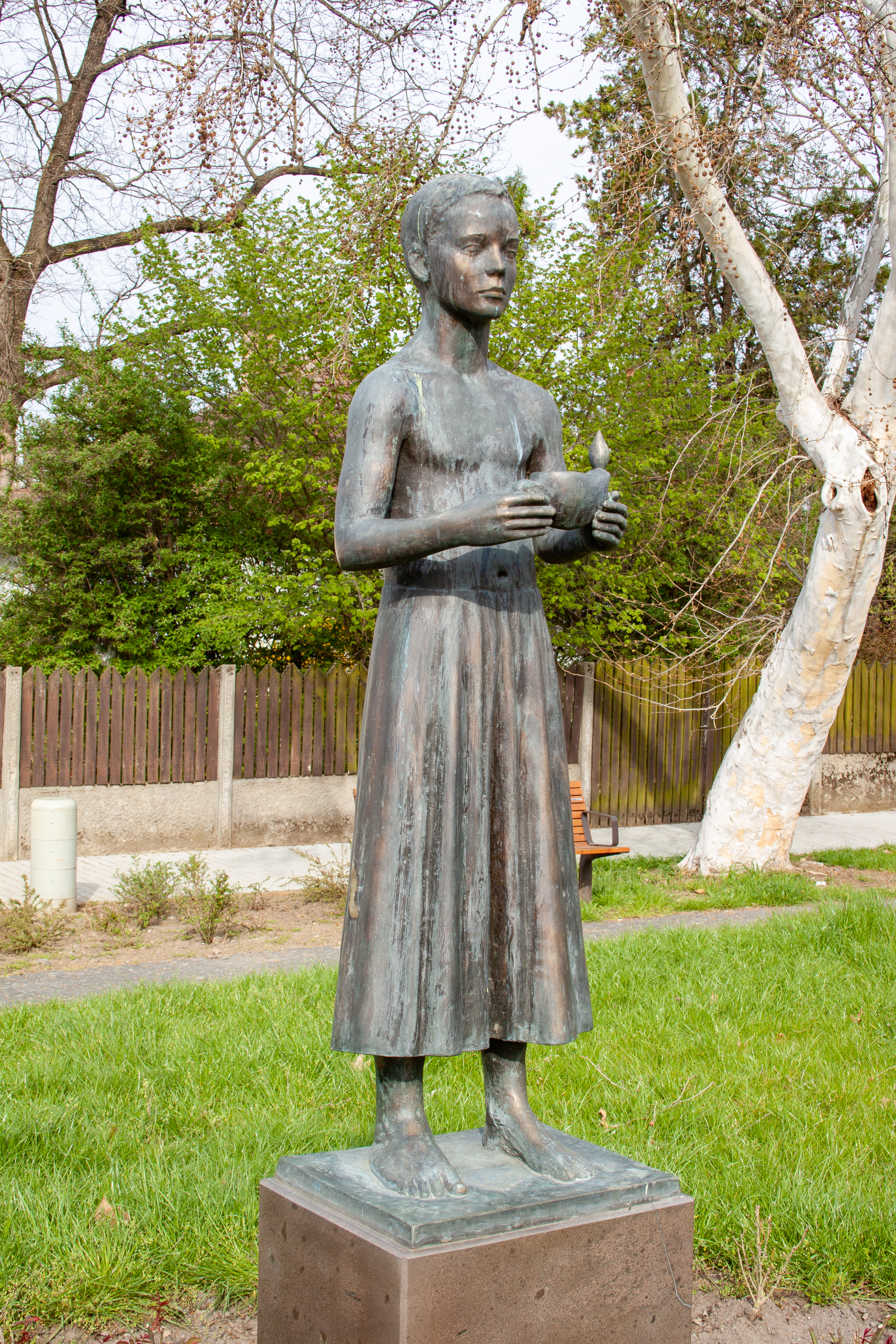
A lámpagyújtó
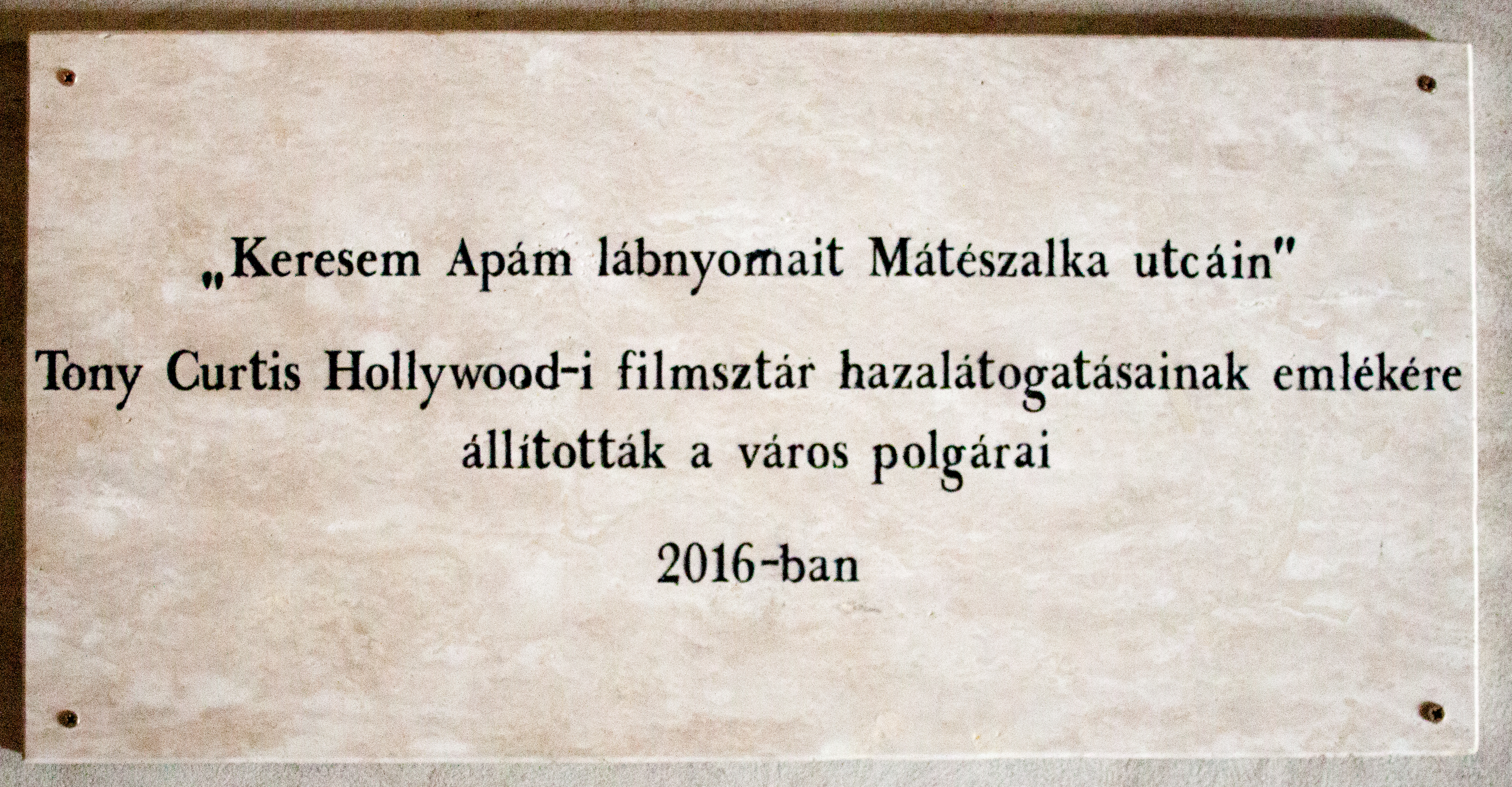
Tony Curtis helyezte el ezt a táblát a mátészalkai zsinagóga falán
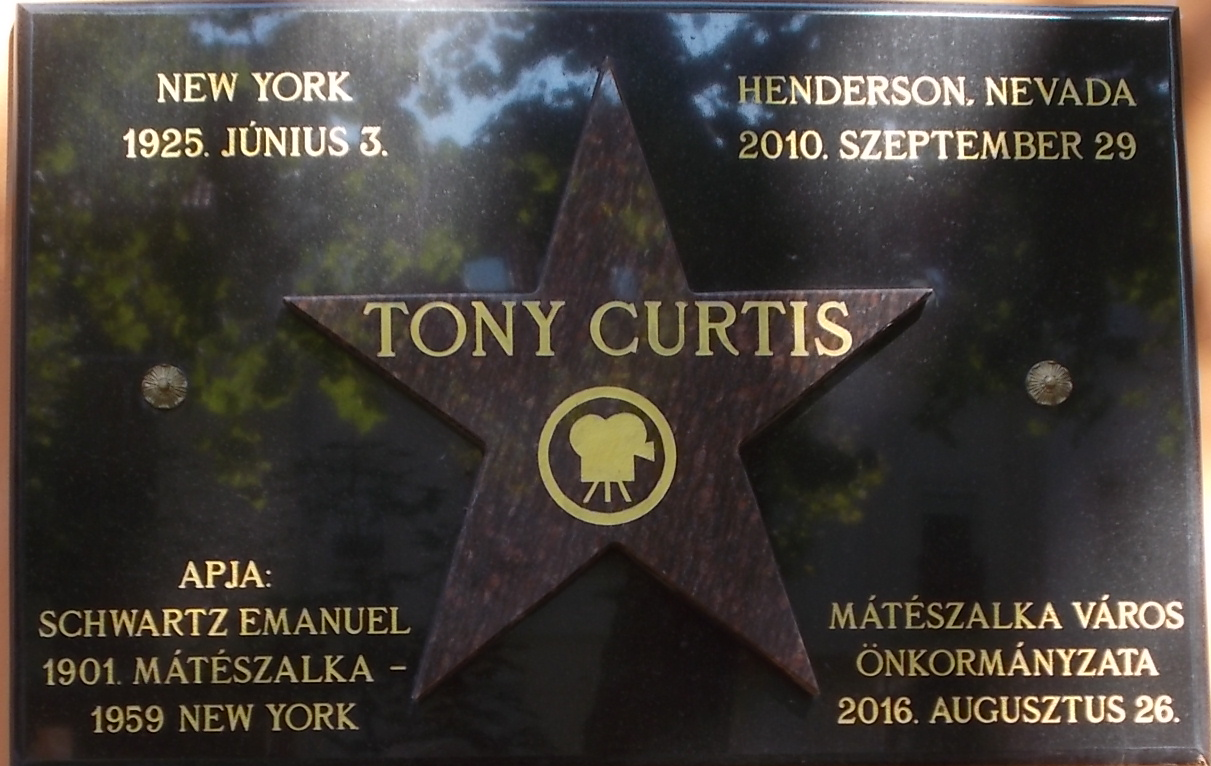
Tony Curtis és apja emléktáblája Mátészalkán
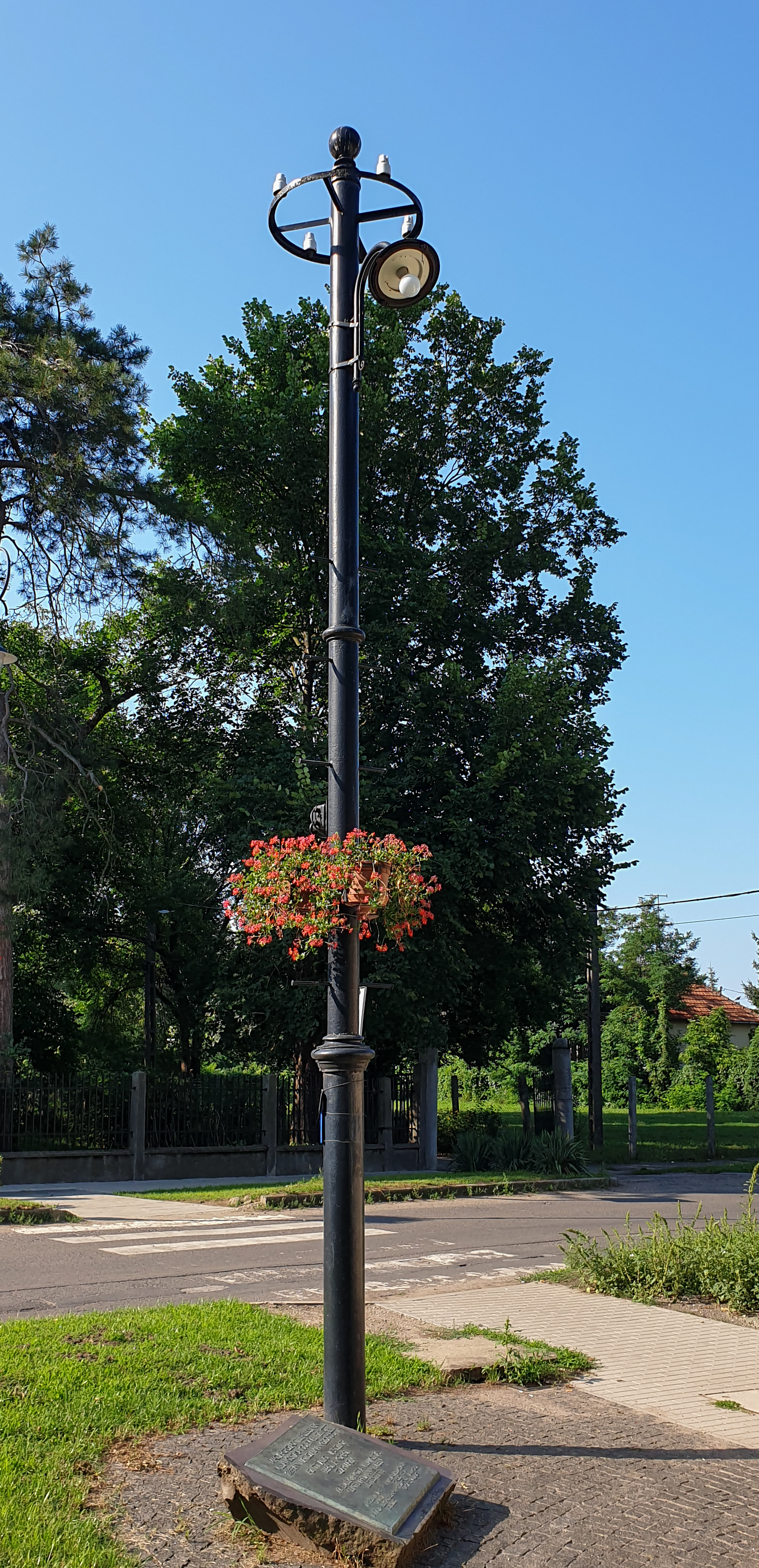
A villamosítás emlékműve

## Városrészek
- Északi lakótelep
- Keleti lakótelep
- Újtelep
- Ráczkerti lakótelep
- Vásártér
- Cinevég
- Fellegvár
- Zsombék
- Nagyszőlő

## Népesség
A település népességének változása:
| Lakosok száma | 17 144 | 16 978 | 16 576 | 15 874 | 15 653 | 15 351 | 15 157 |
|               | 2013   | 2014   | 2018   | 2021   | 2022   | 2023   | 2024   |

2001-ben a város lakosságának 96%-a magyar, 3%-a cigány és 1%-a német nemzetiségűnek vallotta magát.
A 2011-es népszámlálás során a lakosok 87,6%-a magyarnak, 6% cigánynak, 1% németnek, 0,3% románnak mondta magát (12,3% nem nyilatkozott; a kettős identitások miatt a végösszeg nagyobb lehet 100%-nál). A vallási megoszlás a következő volt: római katolikus 12,5%, református 46%, görögkatolikus 9,9%, felekezeten kívüli 8,2% (21,4% nem válaszolt).
2022-ben a lakosság 91,8%-a vallotta magát magyarnak, 2,5% cigánynak, 0,6% németnek, 0,4% ukránnak, 0,2% románnak, 0,1-0,1% ruszinnak és szlováknak, 1,7% egyéb, nem hazai nemzetiségűnek (8,1% nem nyilatkozott; a kettős identitások miatt a végösszeg nagyobb lehet 100%-nál). Vallásuk szerint 10,4% volt római katolikus, 41,% református, 9,7% görög katolikus, 1,4% egyéb keresztény, 0,1% evangélikus, 0,1% ortodox, 6,5% felekezeten kívüli (30,3% nem válaszolt).

## Vallási épületek

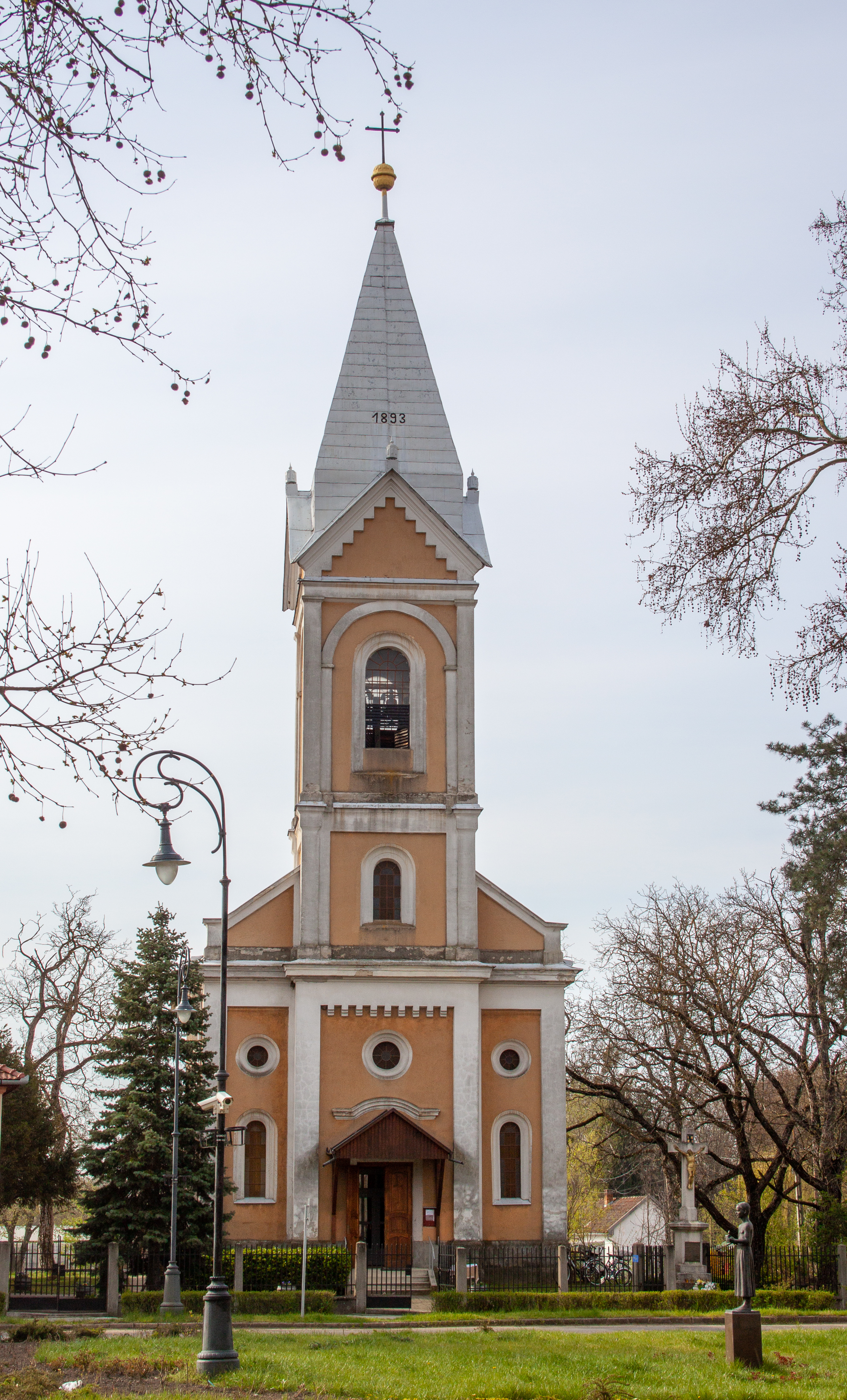
Római katolikus templom
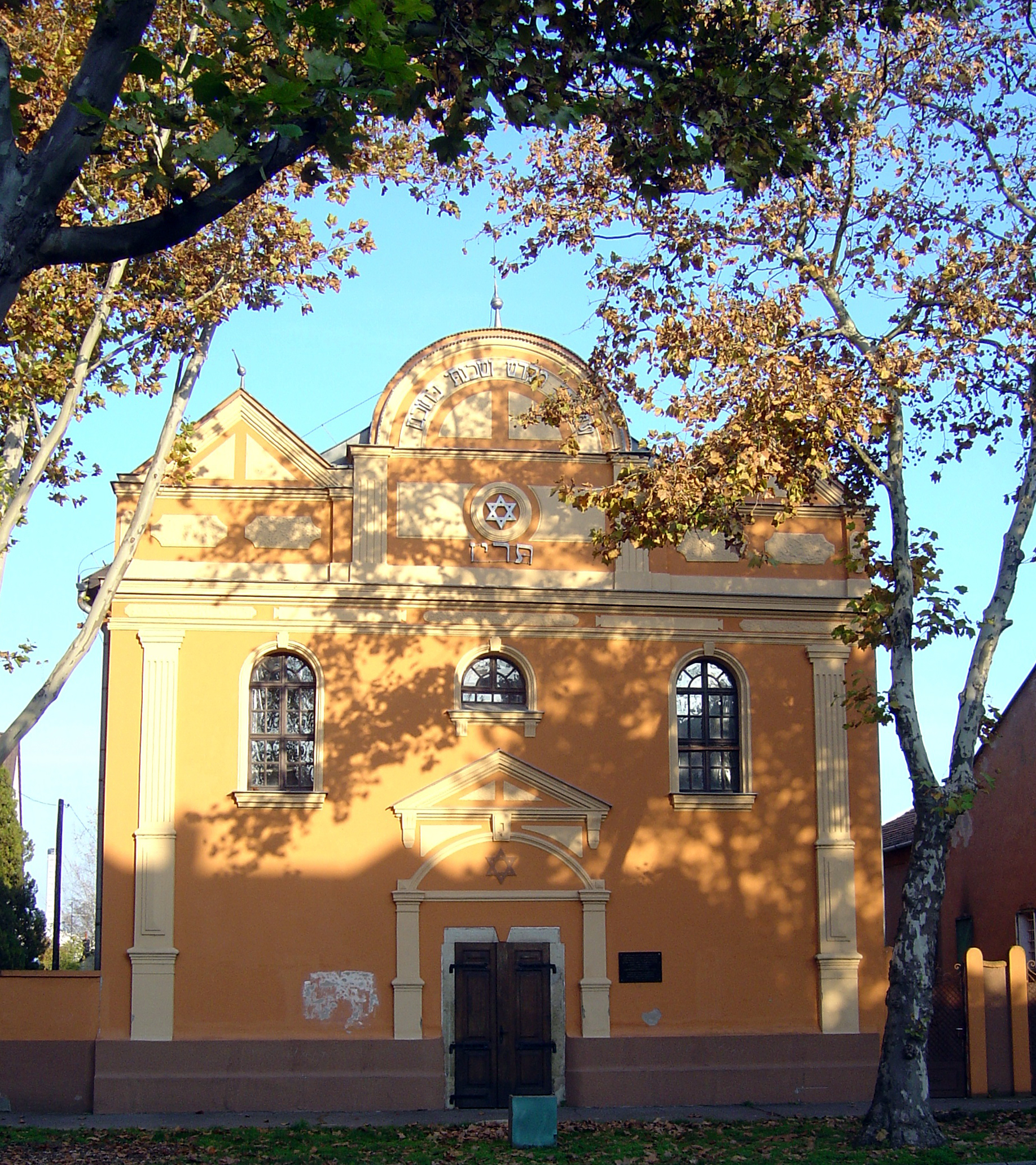
Zsinagóga
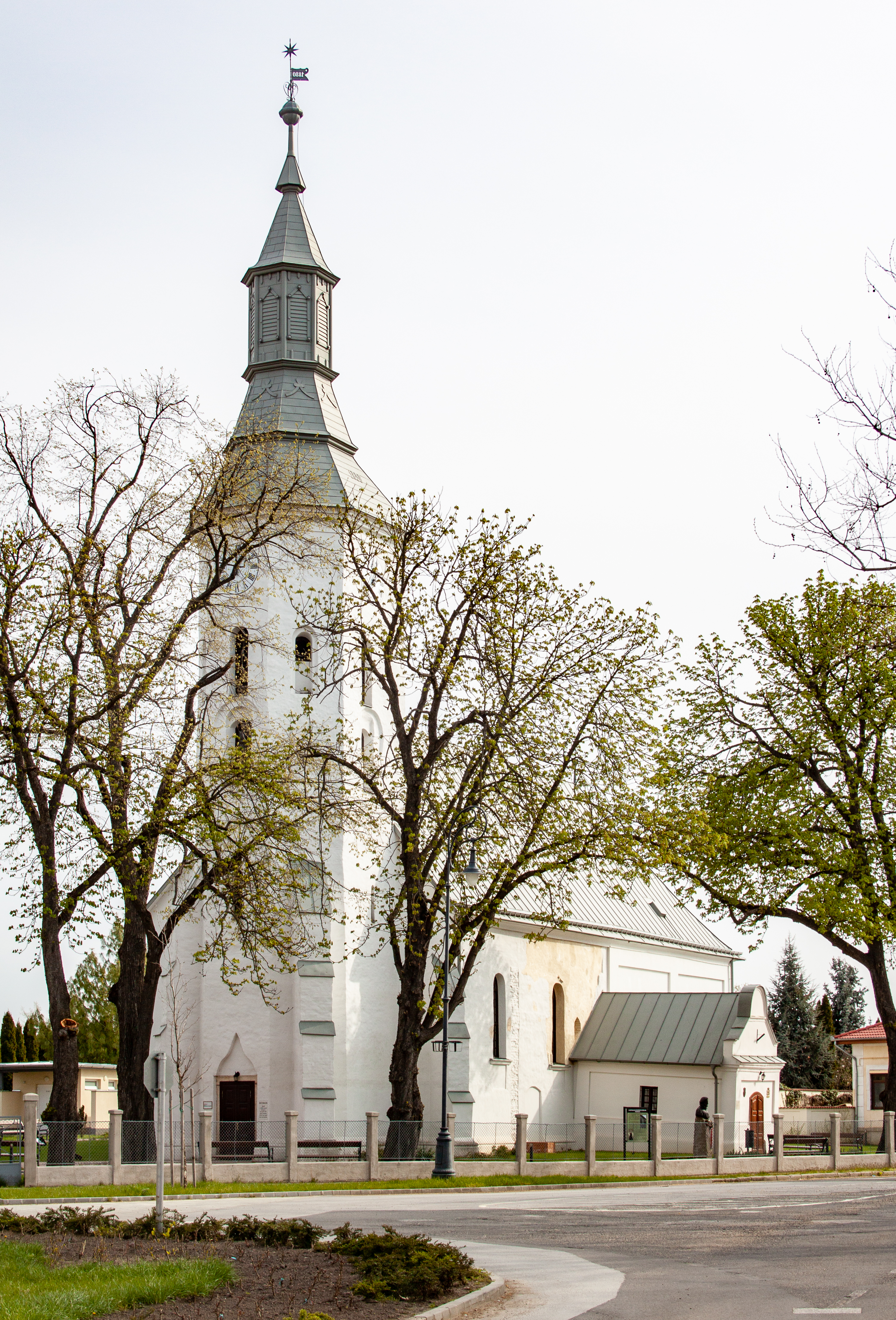
Református templom

## Nevezetességei

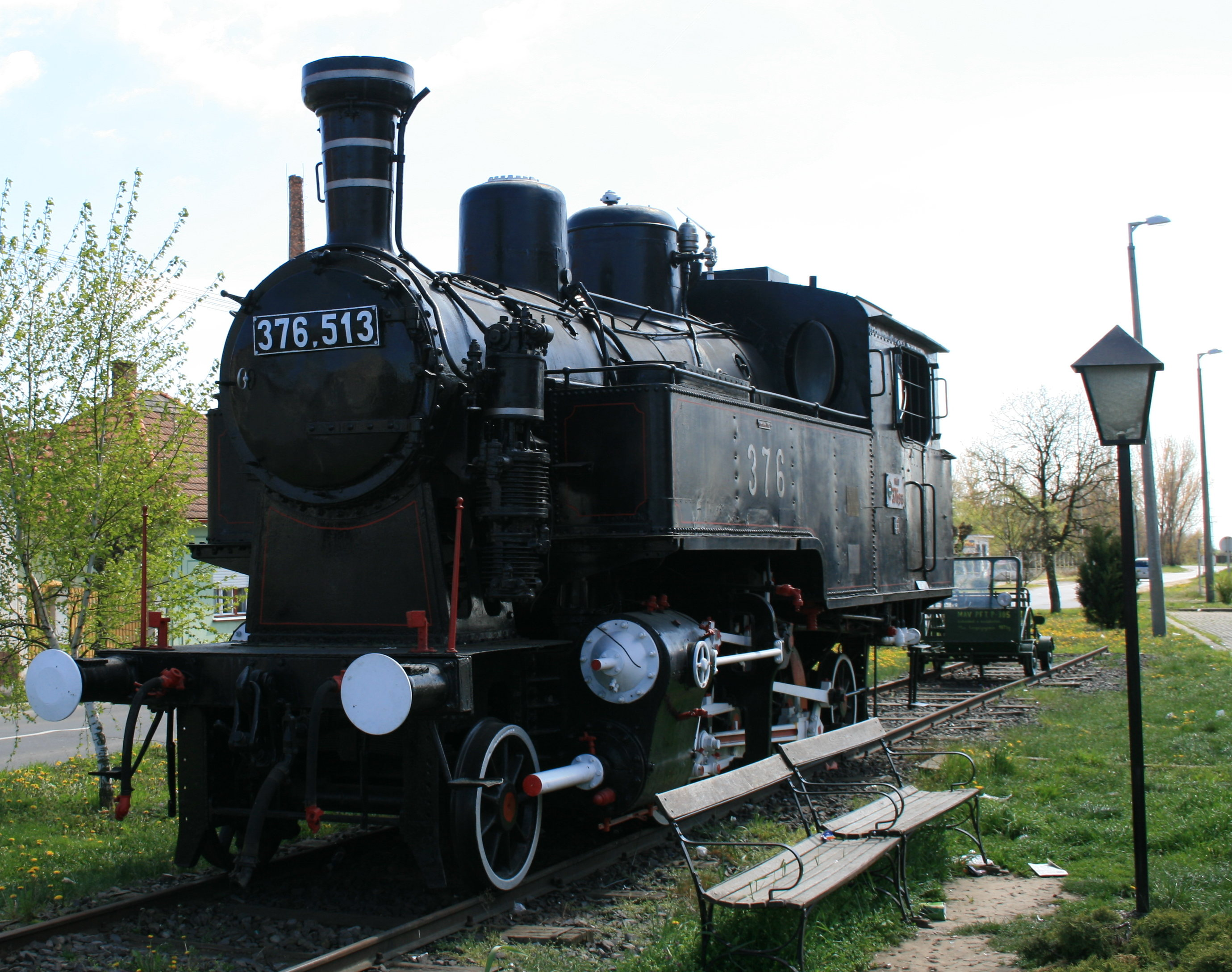
Vasúttörténeti kiállítás, Mátészalka

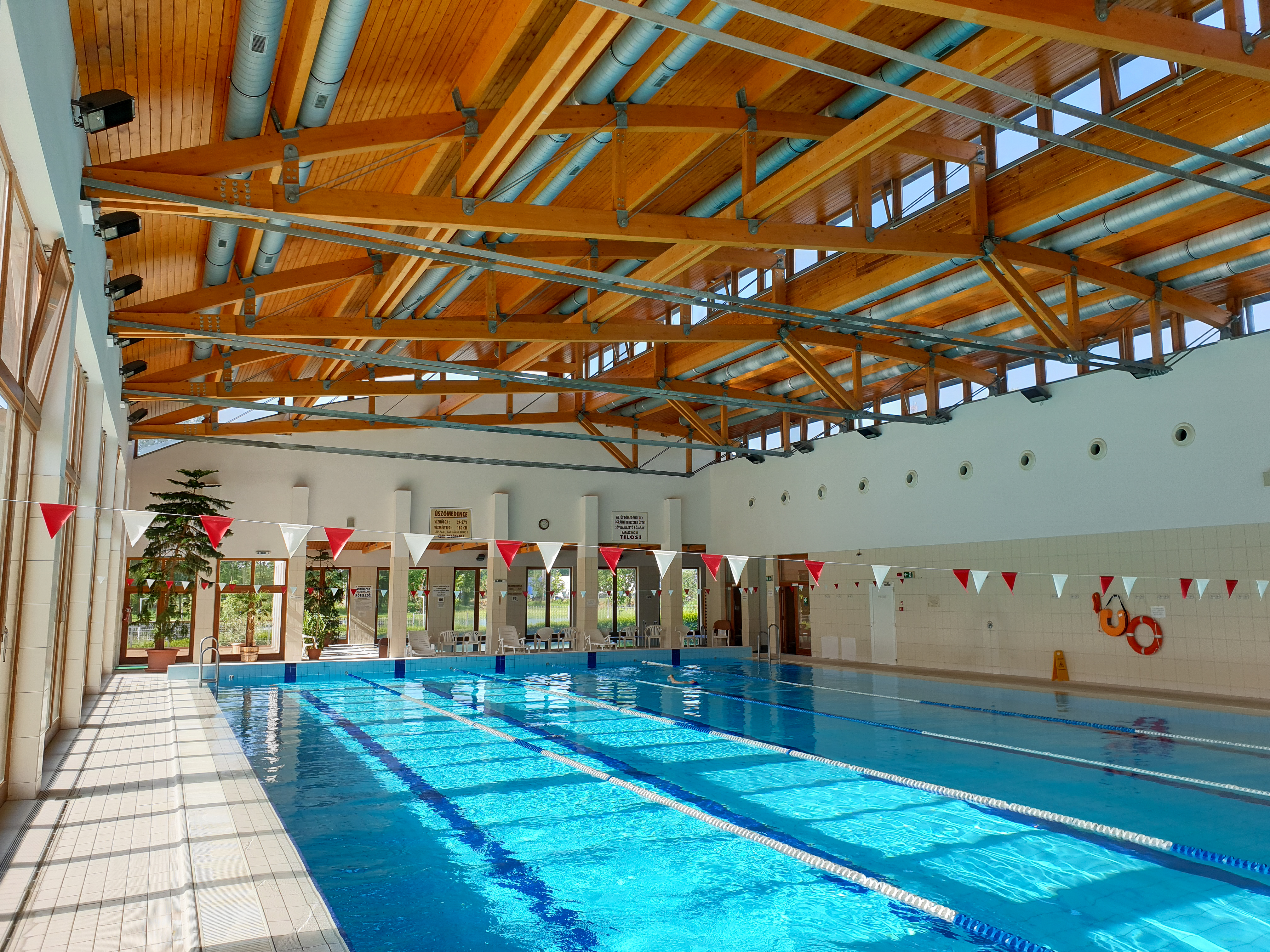
A mátészalkai uszoda belső tere

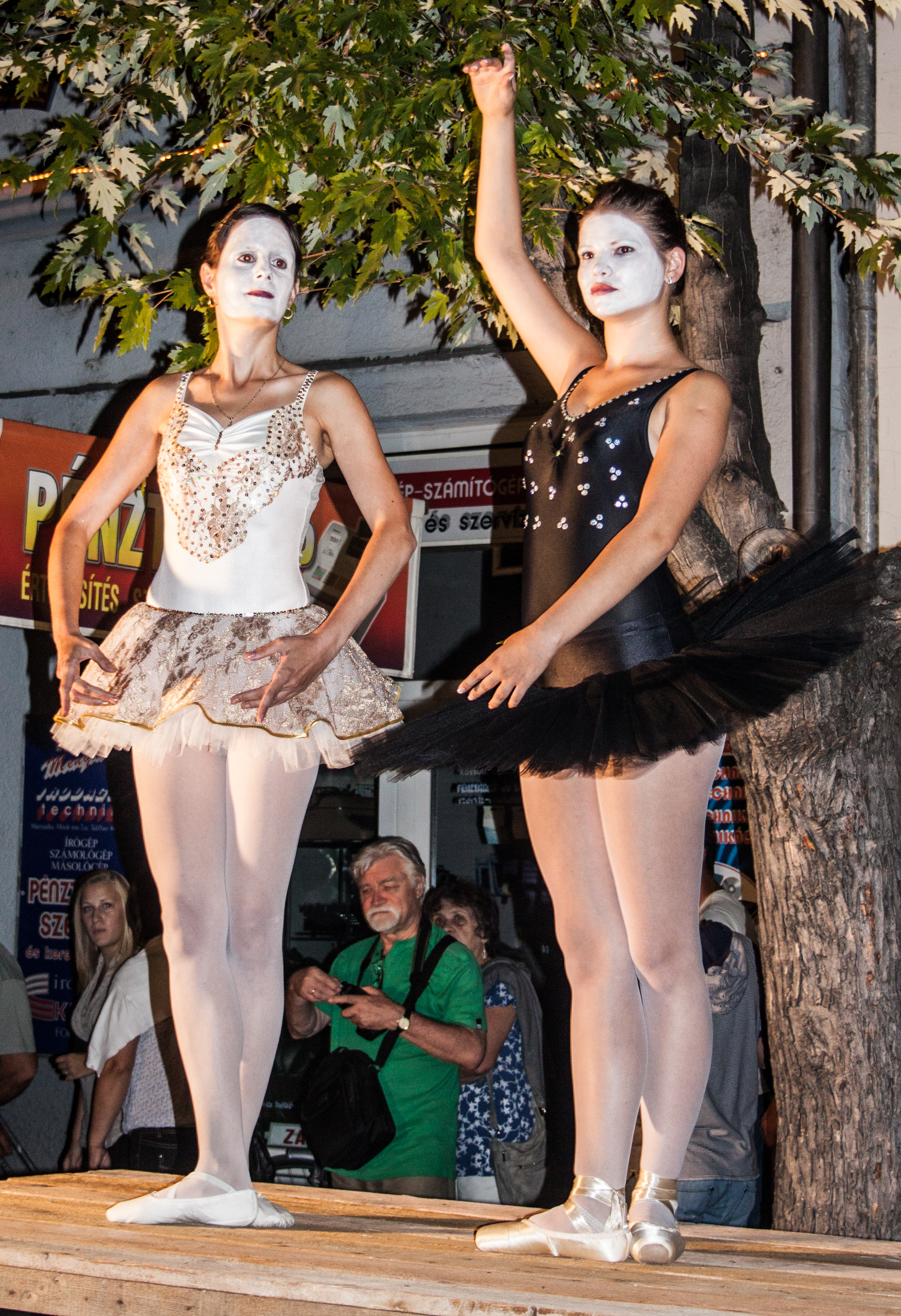
A Fényes Napok fesztivál egy állóképe 2012-ben

- Mátészalkai Fényes Napok Fesztivál
- Mátészalkai Uszoda és Termálfürdő[20] – 2007 őszén készült el a strandhoz kapcsolódó új fedett uszoda, melyben ötpályás úszómedence található mellette tanmedencével, fedett és kiúszós szabadtéri gyógymedencével, szaunával.

A több mint 1000 méter mélyből feltörő 57 Celsius-fokos kiváló minőségű gyógyvíz összetételéből adódóan legfőképpen mozgásszervi megbetegedések kezelésére, valamint reumatológiai panaszok enyhítésére alkalmas.
- Szatmári Múzeum
- Vasúti Helytörténeti Gyűjtemény, MÁV Állomás, Mátészalka.
- Hét vezér díszkút (Bíró Lajos alkotása) – A millecentenárium évében avatták fel.
- Szent István lovasszobor – Bíró Lajos alkotása.

## Ismert személyek

### Itt születtek
- Szalkai László érsek 1475-ben
- Kézy László nemzetőr őrnagy 1794-ben
- Dorgay Károly honvédszázados 1816-ban
- Újfalussy Sándor alispán, majd főispán 1845-ben
- Papp Artúr lelkész, író 1849-ben
- Kosutány Ignác jogász, kolozsvári és szegedi egyetemi tanár 1851-ben
- Zielinski Szilárd építészmérnök 1860-ban
- Szendrey Mihály színész, színigazgató 1866-ban
- Békefi Lajos színész 1871-ben
- Ambrus Balázs orvos, író, költő 1887-ben
- Földes Pál Kossuth-díjas textilmérnök, gyárigazgató, diplomata 1900-ban
- Tony Curtis apja: Schwartz Manó 1901-ben
- Képes Géza költő, műfordító 1909-ben
- Csiki Júlia táncművész 1923-ban
- Fábián Imre zenekritikus, zenetudós 1930-ban
- Torgyán József országgyűlési képviselő, földművelésügyi és vidékfejlesztési miniszter, az FKGP elnöke 1932-ben
- Damjanovich Sándor magyar biofizikus, az MTA tagja 1936-ban
- Móricz Ildikó színésznő 1938-ban
- Tusnády Gábor magyar matematikus, az MTA tagja 1941-ben
- Bodó Sándor etnográfus, muzeológus, egyetemi docens 1943-ban
- Bartos István éremművész 1947-ben
- Badari Tibor Európa-bajnok ökölvívó 1948-ban
- Lengyel István építész 1955-ben
- Nagy Péter zongoraművész 1960-ban
- Rézműves Gusztáv festőművész 1961-ben
- Hauser Adrienne zongoraművész 1963-ban
- Gyügyi Ödön grafikus- és festőművész 1966-ban
- Balogh Mónika festő, üvegfestő és ólomüvegező 1974-ben
- Láng Annamária színésznő 1975-ben
- Fehér Tibor színész 1988-ban
- Szabó P. Szilveszter színész 1974-ben
- Fülöp Gábor szobrász 1981-ben
- Szikora István énekes 1964-ben[21]

### Itt éltek
- Évtizedekig volt a helyi közélet egyik főszereplője, két cikluson át a város parlamenti képviselője Péchy László főispán, császári és királyi tanácsos, aki itt is halt meg 1942-ben.

## Szobrok galériája
Mátészalkán számos közterületi szobor található, részben helyben élő művészek alkotásai.

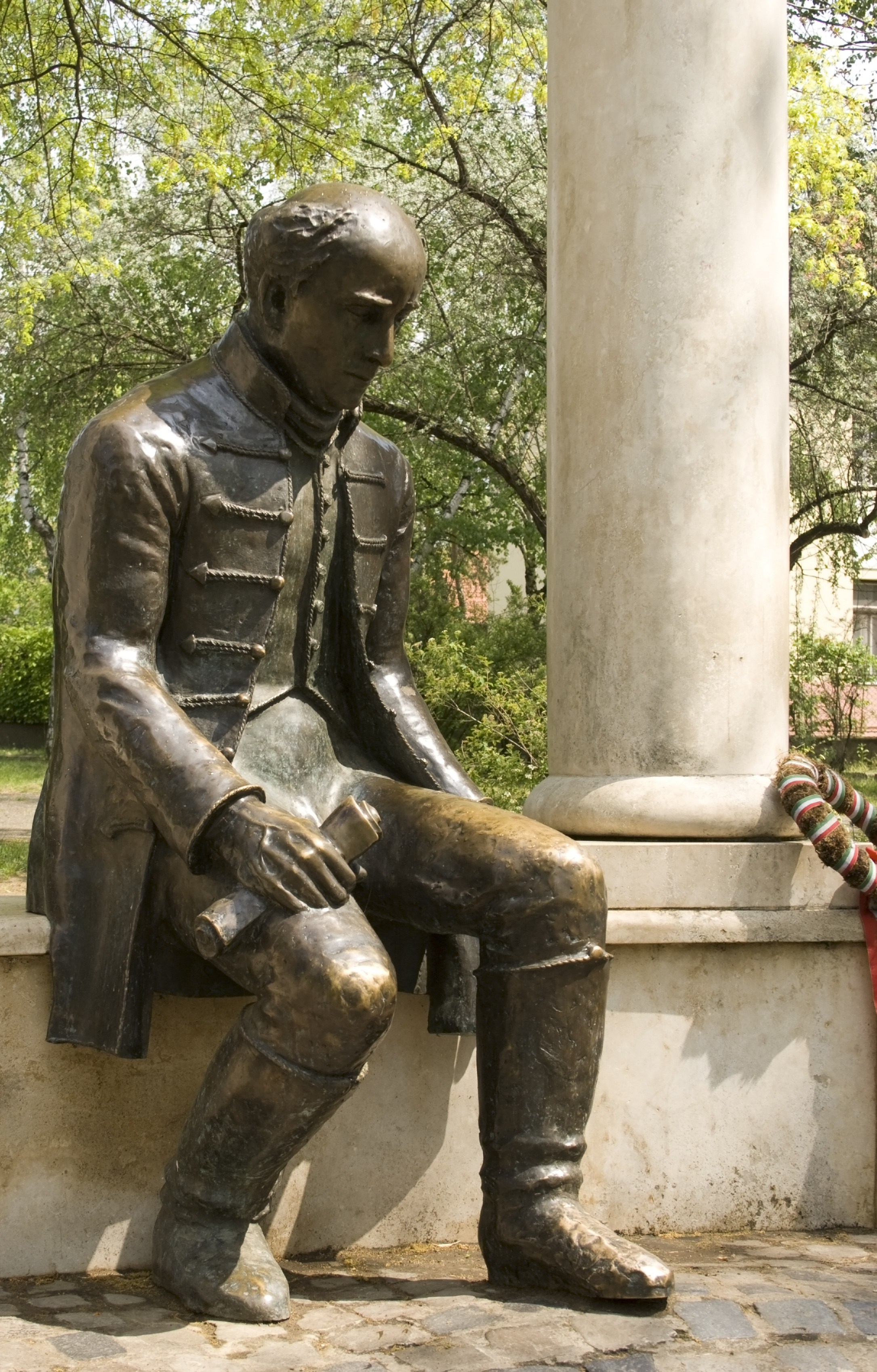
Kölcsey Ferenc szobra a gimnázium előtti parkban (Bíró Lajos alkotása)
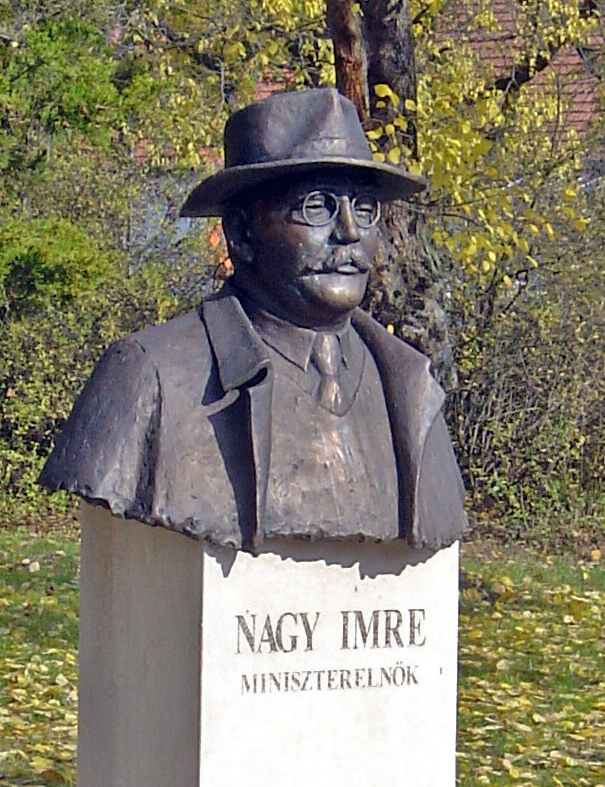
Nagy Imre mellszobra – Sirpa Hannele Ihanus finn származású szobrászművésznő (Bíró Lajos felesége) alkotása, 2006
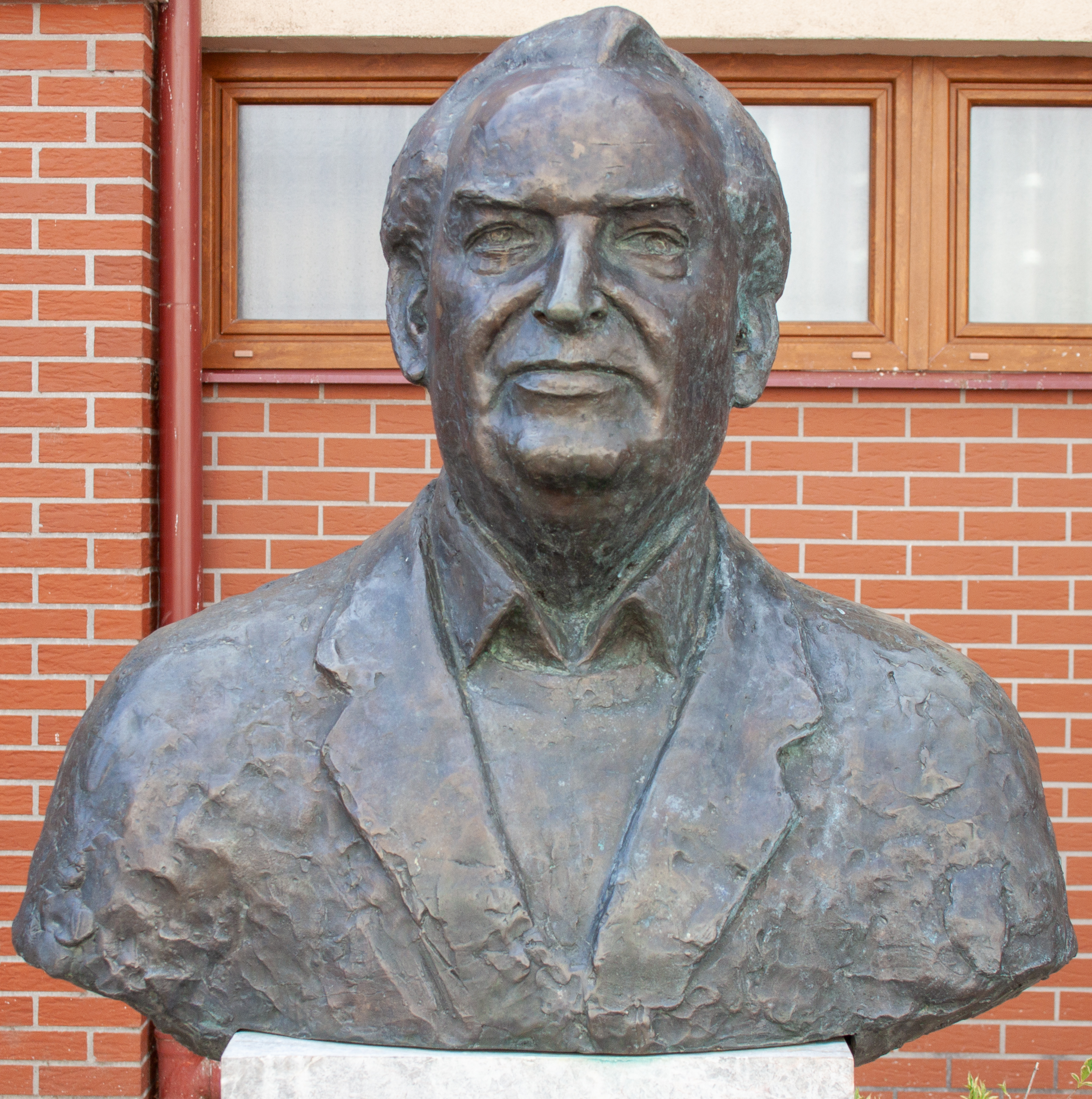
Képes Géza mellszobra a róla elnevezett iskola előtt
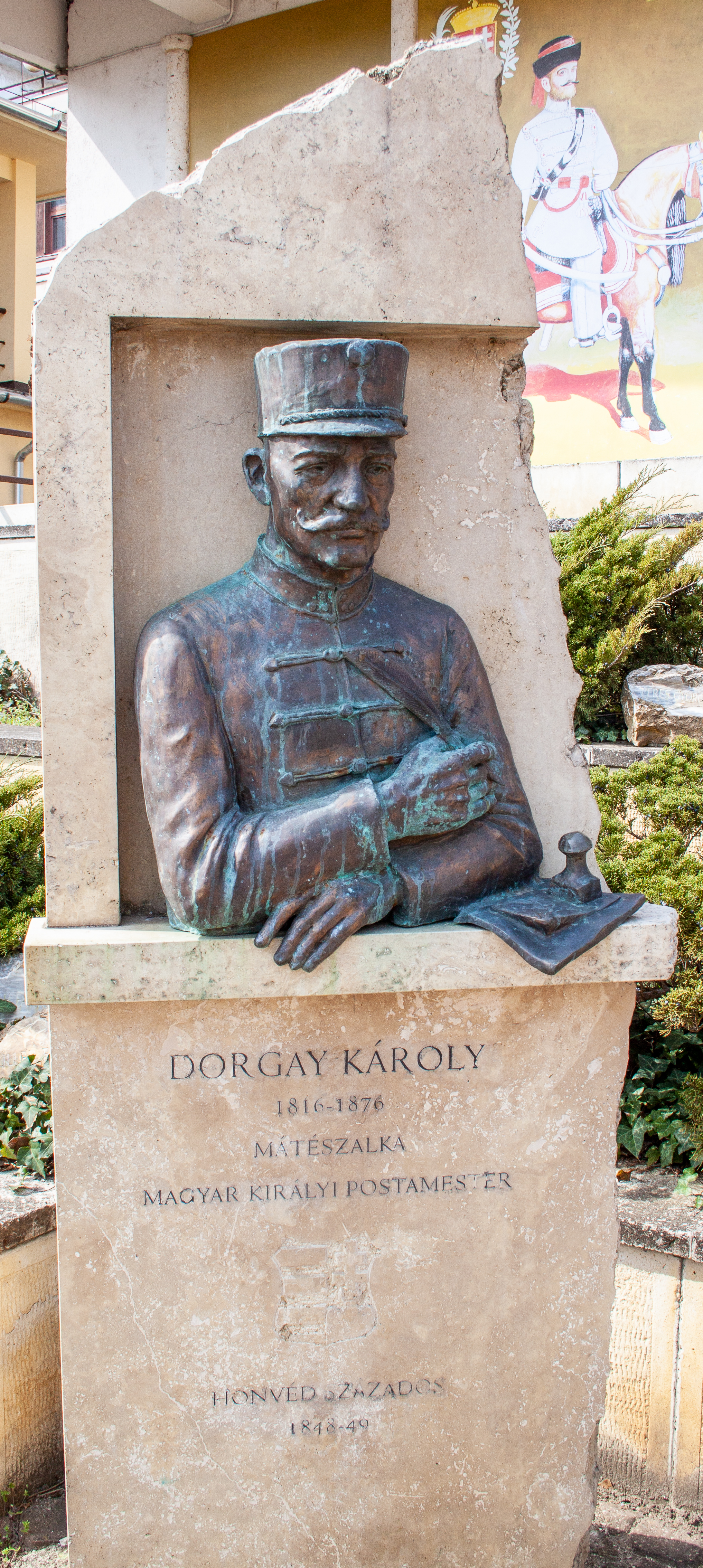
Dorgay Károly postamester, 1848-es honvéd százados szobra a posta épülete előtt
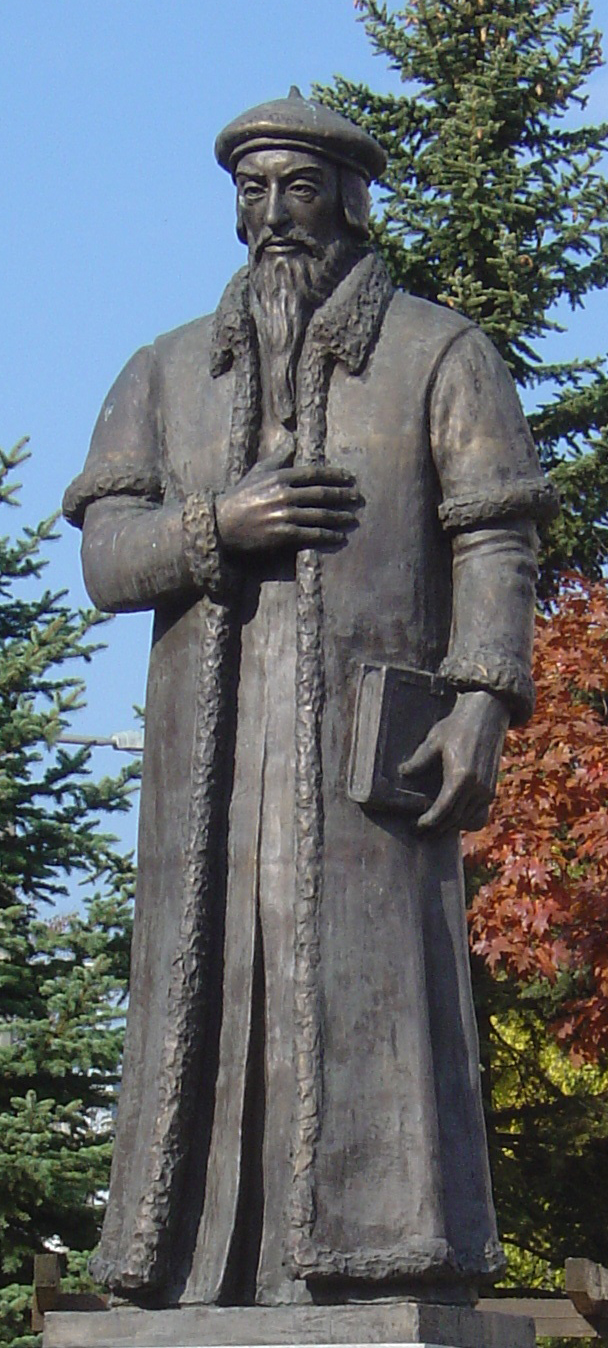
Kálvin János szobra (Bíró Lajos alkotása)

### Mátészalkán élnek, vagy éltek
- Csomár Zoltán (Ungpinkóc, 1906. augusztus 27 – Eger, 1991) egyházi író, helytörténész. 1949-től 1976-ig itt élt Mátészalkán.
- Csiky Lajos, (1852–1925) (Csiky Kálmán testvéröccse), a debreceni református teológiai akadémia tanára 1915-től haláláig itt élt.
- Sirpa Hannele Ihanus (1959) szobrász itt él a városban.
- Bíró Lajos (1959) szobrász itt él Mátészalkán.
- Áts József (1928–1995) tanár, könyvtárigazgató itt élt és dolgozott a városban.
- Szilágyi Sándor László (1936) tűzzománc- és festőművész itt él.
- Fülöp Sándor (festő) (1928-2012) festőművész, gimnáziumi tanár

## Kultúra

### Oktatás

#### Művészeti Iskola
- Szatmár Alapfokú Művészeti Iskola

#### Általános Iskolák
- Kálvin János Református Általános Iskola
- Képes Géza Általános Iskola (Kisfilm a YouToube-on az iskoláról: )
- Móra Ferenc Általános Iskola és Speciális Előkészítő Szakiskola
- Móricz Zsigmond Görögkatolikus Kéttannyelvű Általános Iskola
- Széchenyi István Katolikus Német Nemzetiségi Általános Iskola és Óvoda (video:https://www.youtube.com/watch?v=D4zjV8VsS0c)

#### Középiskolák

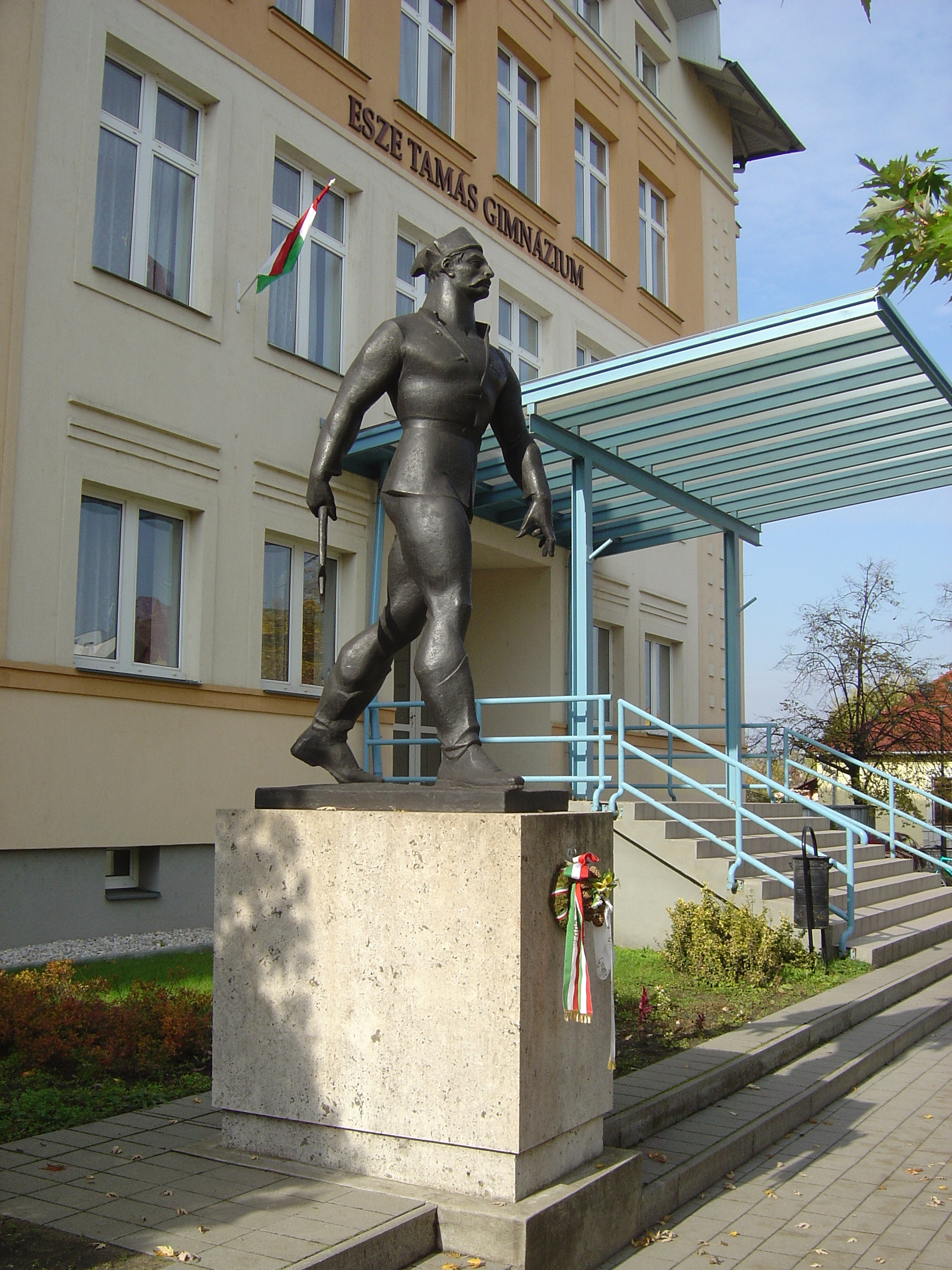
Az Esze Tamás gimnázium, a Turcsányi Árpád által alkotott szoborral

- Mátészalkai Esze Tamás Gimnázium  – Elsősorban a továbbtanulásra készít fel.
- Baross László Mezőgazdasági Szakgimnázium, Szakközépiskola és Kollégium Az állat-, növény-, és vadgazdálkodás szakember utánpótlását biztosítja.
- MSZC Gépészeti Szakgimnáziuma és Kollégiuma [halott link] – számítástechnikusi, banki-ügyintézői, közgazdasági képzési formák bevezetésével igyekszik növelni a munkaerőpiaci igényeket.
- MSZC Déri Miksa Szakgimnáziuma, Szakközépiskolája és Kollégiuma  – mintegy húsz szakmában képeznek itt szakembereket: optikai-, bútor-, konfekció-, vasipari ágazatokban, a hagyományos foglalkoztatás mellett.

### Kulturális Intézmények
- Városi Művelődési Központ és Színház [22]

### Könyvtár
- Képes Géza Városi Könyvtár

### Múzeumok
- Szatmári Múzeum

A múzeum udvarán található – a maga nemében egyedülálló – több mint száz darabból álló szekérgyűjtemény, melyben személyszállító, fogatos és egyéb járművek is megtalálhatók. A múzeum épületében gazdag helytörténeti gyűjtemény kapott helyet.
Gábor Marianne festőművész az épületben elhelyezett kiállítási anyaga is állandó kiállításon tekinthető meg.

### Rendezvények
- Országos Francia Nyelvű Gyermekfesztivál  Archiválva 2010. március 29-i dátummal a Wayback Machine-ben
- Mátészalkai Fényes Napok Fesztivál:
- Nemzetközi Amatőr Színjátszó Találkozó

- Reformáció emléknap  Archiválva 2018. február 12-i dátummal a Wayback Machine-ben

## Művészeti csoportok

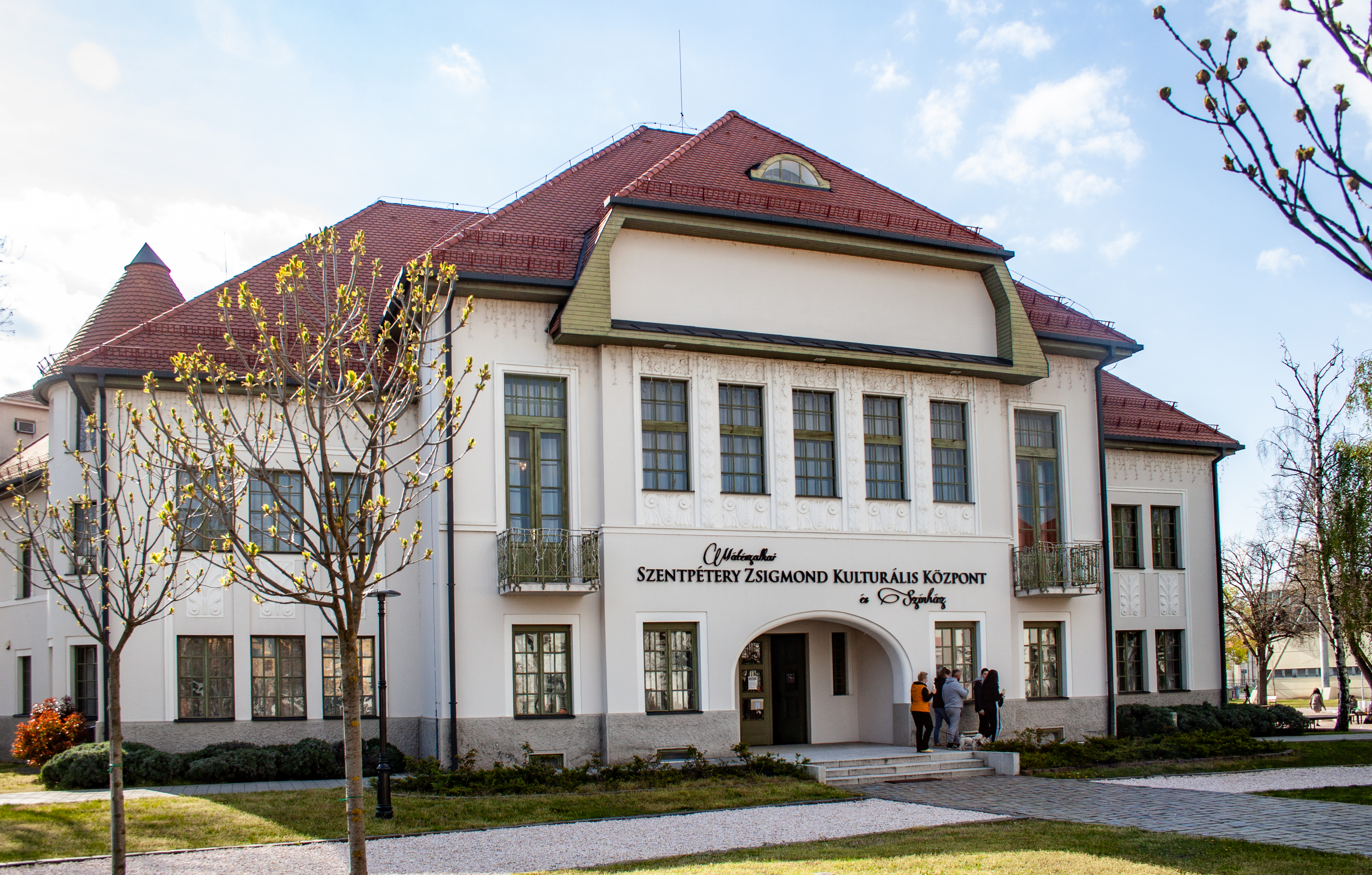
Szentpétery Zsigmond Kulturális Központ és Színház

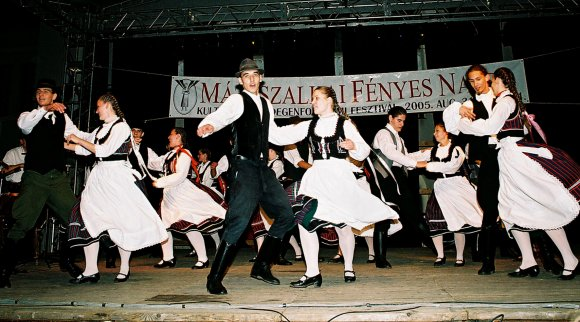
Szatmár Néptáncegyüttes Mátészalka

- Ádám Jenő Pedagógus Kórus
- Zenebarátok Kamarakórusa  Archiválva 2013. július 29-i dátummal a Wayback Machine-ben
- Dancs Lajos Népdalkör  Archiválva 2016. március 4-i dátummal a Wayback Machine-ben
- Komédiás Színkör  Archiválva 2016. március 4-i dátummal a Wayback Machine-ben
- Merengő Színkör
- Mesevarázs Kisszínpad

A 2004-ben alakult csoport tagjai Mátészalkán tanuló kisiskolás diákok.
2005-ben a XV. Weöres Sándor Gyermekszínjátszó Fesztiválon Arany Minősítést szereztek.
2006-ban Kisvárdán a "Lúdas Matyi" című mese feldolgozásával harmadik helyezést értek el.
A csoport vezetője: Tóth Szilvia (színész), munkatársa: Erdős László.
- Csipet-csapat Bábcsoport
- Break Csoport
- Szalka Consort Vonószenekar

## Sport, szabadidő
- Mátészalkai MTK
- MTK Férfi Kézilabda Szakosztály [halott link]
- KSE Mátészalka
- Városi Kispályás Labdarúgó Egyesület
- Mátészalkai MTK Női Kézilabda Szakosztály
- Damjanich János Lövészklub
- MTTSZ Városi Modellező Klub
- Have-Rock Futball Klub
- SIKFoci Mátészalka
- Viktória Utánpótlás Nevelő Labdarúgó Egyesület Mátészalka Az egyesület célja, hogy a Mátészalkán és térségében élő ifjú focistákat neveljék focira és a fairplay szemléletre
- Mitsuya-Kai Karate (Budo Center)
- Szalkaerőemelő Egyesület
- Sakkegylet (2006 óta)
- Új Hullám Vízimentő Egyesület

## Zenekarok, együttesek
- Unicum Plus Band
- G-Jam Project
- közel10
- 5oulTrain
- StreetRoyal/Athome&Back
- EastPunkz
- Sanity
- Cor zenekar
- Less Famous
- Scream Tonight

## Mátészalkához köthető népművészek
- Dr. Balogh Lászlóné fazekas, népi iparművész
- Pankotai Csaba bőrműves
- Baloghné Béres Györgyi pedagógus, fafaragó
- Siska Tibor fafaragó
- Demeter Anita bőrműves
- Szabad Boglárka mesemondó, a Népművészet Ifjú Mestere

## Média

### TV stúdiók
- M1 TV. Mátészalka www.m1tv.hu
- Szalka TV
- Mátészalka Televízió

### Helyi újságok, magazinok
- Mátészalka – Mátészalka város önkormányzati és közéleti lapja (ISSN 2416-2450)
- Mécsvilág (A Mátészalkai Művészbarát Egyesület lapja)
- Szatmári Szó hirdetőújság
- Szatmári Hírszóró

### Internetes portálok
- Mátészalka Online
- Mátészalkaleaks blog (Az érdekes mátészalkai adatok lelőhelye)

## Alapítványok
- Kocsis–Hauser Alapítvány

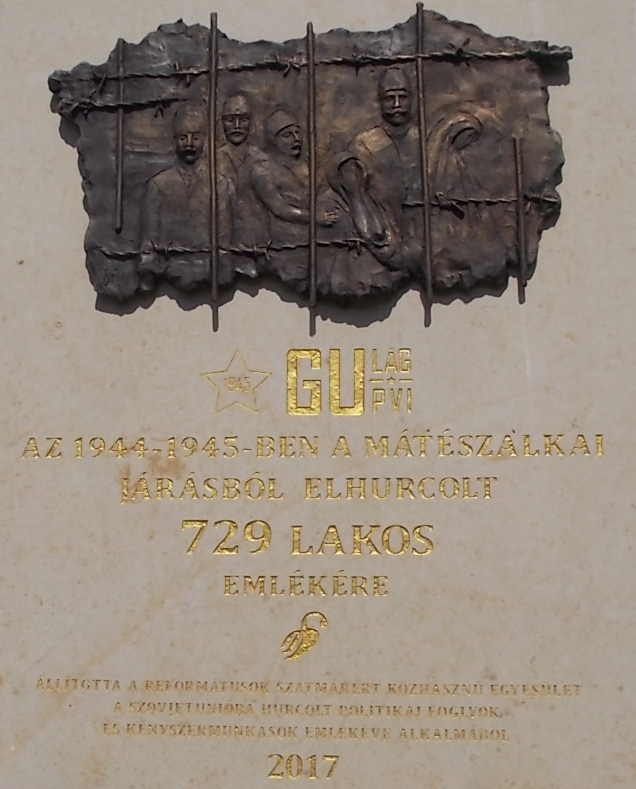
Bíró Lajos szobrászművész alkotása Az 1944 és 1945-ben a mátészalkai járásból elhurcolt 729 lakos emlékére állíttatta a Reformátusok Szatmárért Közhasznú Egyesület. Az emléktábla a Mátészalkai Járási Hivatal külső homlokzatán található és tekinthető meg

- Múzsa Művelődési Alapítvány  Archiválva 2020. december 30-i dátummal a Wayback Machine-ben

1999-ben alakult a Mátészalkai Múzsa Művelődési Alapítvány, mely kiemelten közhasznú szervezet.
Azzal a céllal alakult, hogy a város és a térség kulturális életének alakításában aktív szerepet vállaljon, és segítse és szervezze az igényes és színvonalas rendezvények, és – több korosztály számára – a szabadidős tevékenységek megvalósítását.
Munkája során kiemelten foglalkozik a fiatalok művészeti és szabadidős tevékenységének szervezésével.
A kuratórium tagjai lelkes kultúrbarát emberek, kik közül többen maguk is tagjai a művelődési közösségeknek, vagy éppen pedagógusként, művelődésszervezőként tevékenykednek.
Nevéhez fűződik a jótékonysági céllal évente megrendezett Csepűrágók Bálja.
A rendezvény szervezésébe, lebonyolításába az Alapítvány a város amatőr színjátszóit is bevonja.
- Idősekért közalapítvány
- Szatmári Gazdaságfejlesztési Alapítvány (www.innovatech.hu)

## Civil szervezetek
- Dorgay Károly egyesület
- Járműtörténeti egyesület[24]
- Jóbarátság alkoholellenes klub

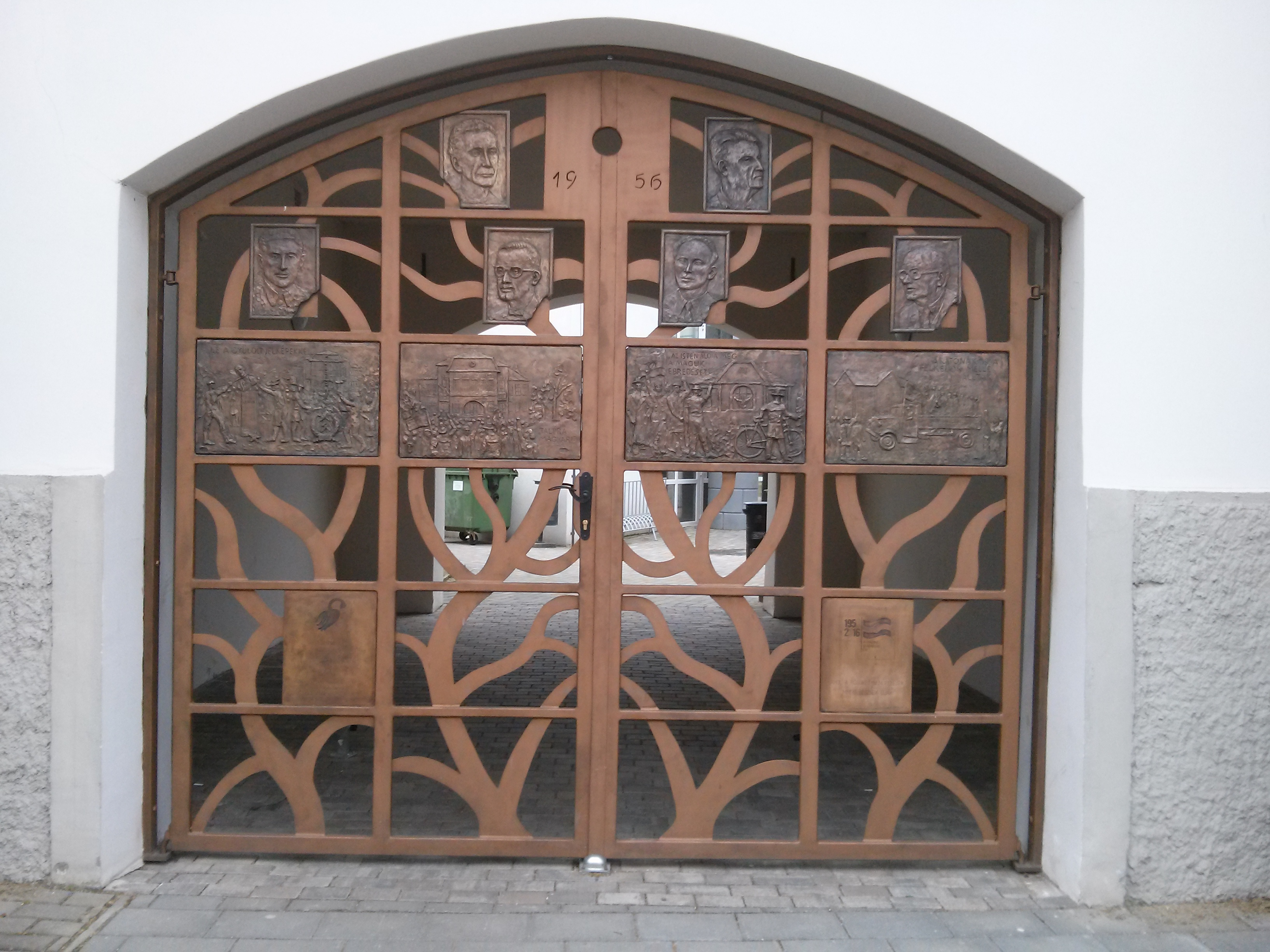
1956-os Emlékkapu

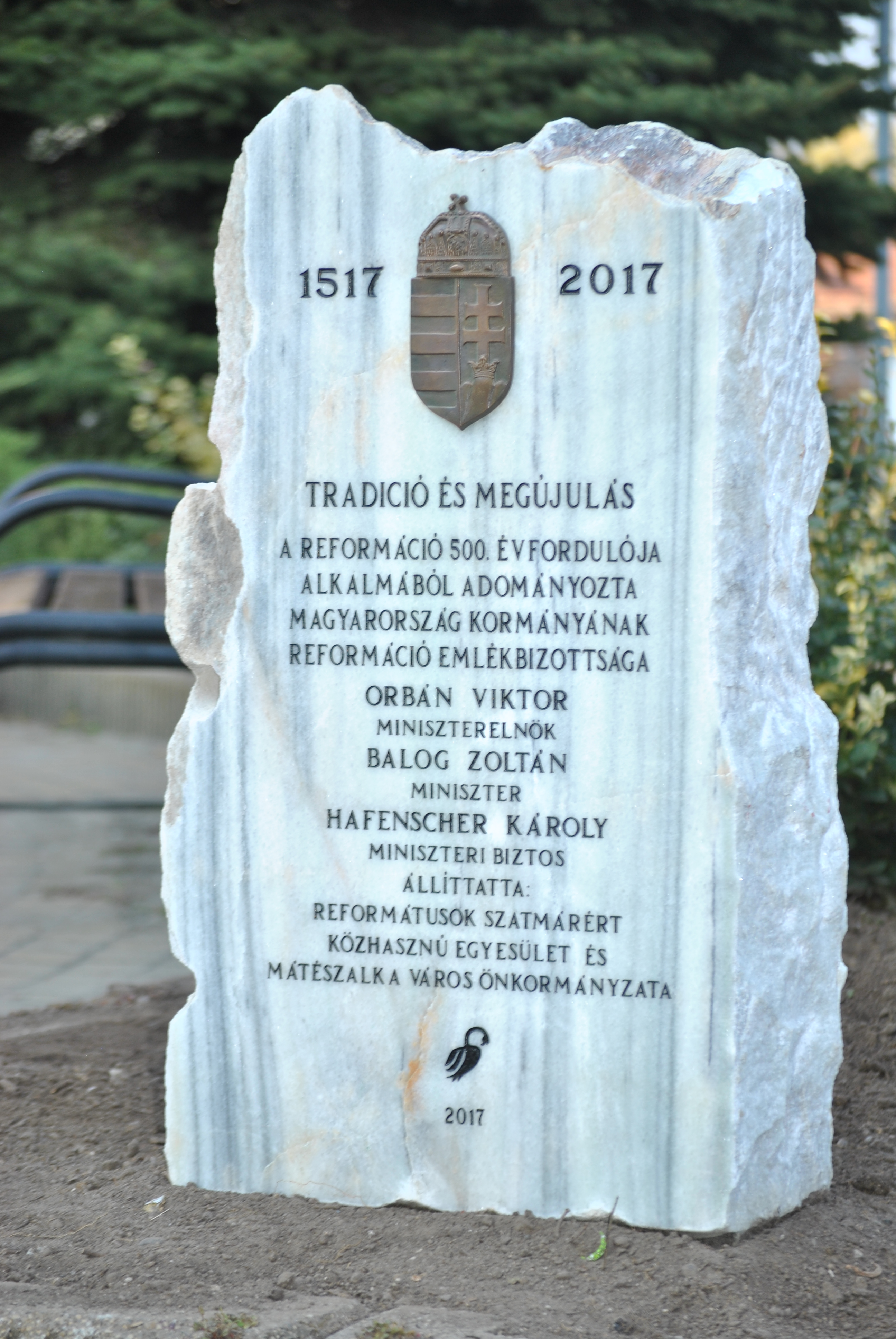
Bíró Lajos szobrászművész alkotása. A Reformáció 500. évfordulója alkalmából állíttatta a Reformátusok Szatmárért Közhasznú Egyesület

- Kende Hagyományőrző Íjász Egyesület
- Kisebbségek Sportegyesület
- KSE labdarúgó klub
- Magyar Ebtenyésztők Országos Egyesülete Mátészalkai Szervezete

1992 áprilisában alakult, Mátészalka, Nyírbátor, Csenger, Vásárosnamény és Fehérgyarmat városokat és azok térségét fogja össze. 13 éves fennállásuk alatt 5 tájjellegű és 4 CAC kiállítást rendeztek.
- Méhészklub
- MMTK Sportegyesület
- Művészbarát egyesület
- Nagycsaládosok egyesülete
- Nőegylet
- Nyugdíjas Klubok
- Óda a Fényhez Egyesület
- Rotary Club
- Szatmár Néptánc és Népművészeti Egyesület
- Szatmári aszthma klub
- Tridea Természetvédelmi Egyesület
- Vörösmarty kör
- Reformátusok Szatmárért Közhasznú Egyesület
- Szalka Consort Vonószenekari EgyesületReformáció 1517-2017 emléktábla

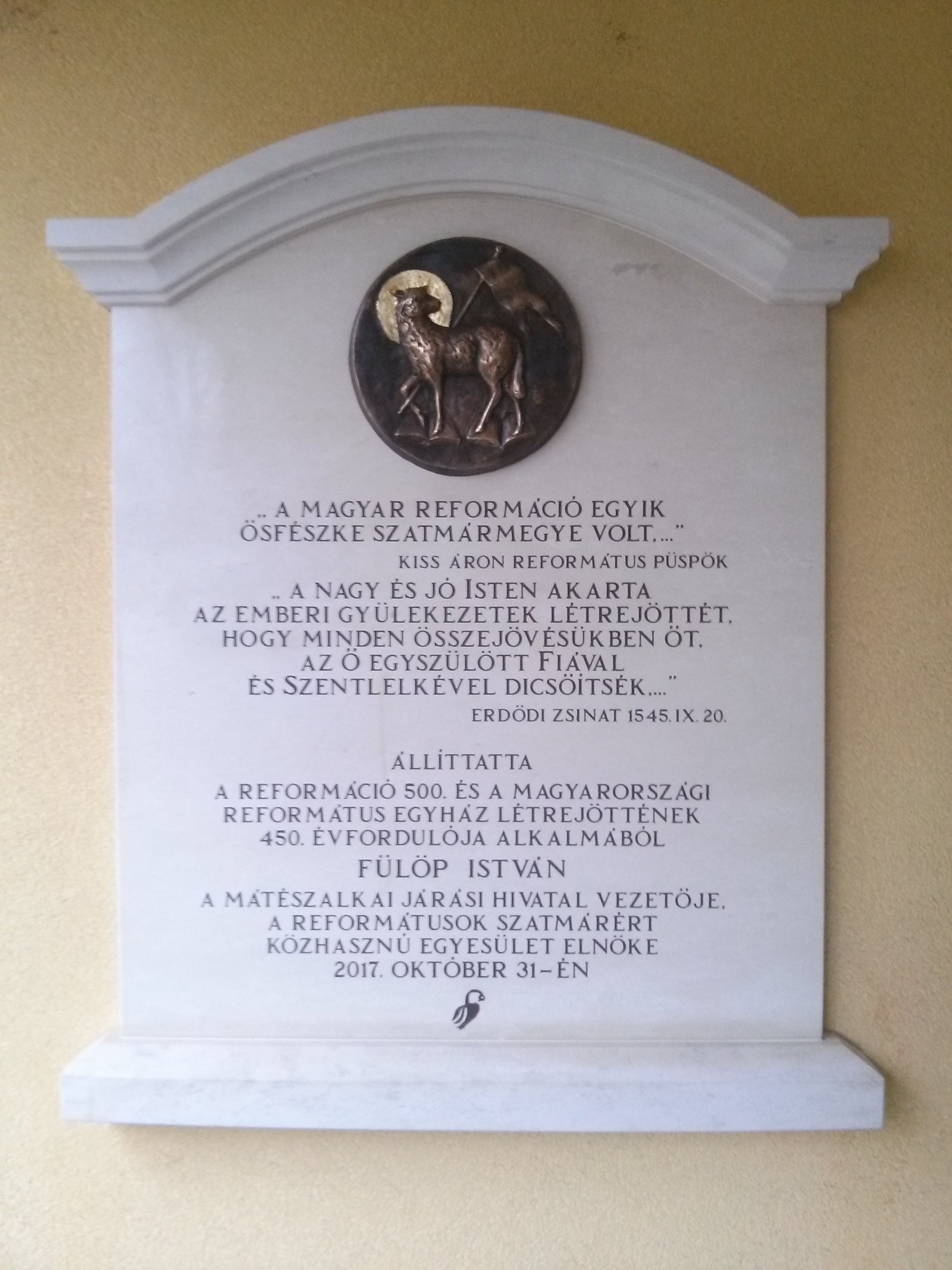
Reformáció 1517-2017 emléktábla

## Testvérvárosok
- Homonna, Szlovákia (Felvidék)
- Munkács, Ukrajna (Kárpátalja)
- Nagykároly, Románia (Erdély)
- Zevenaar, Hollandia
- Vittoria, Olaszország
- Oberkochen, Németország

### Nyomtatásban kiadott források
- A Tanácsköztársaság Mátészalkán és környékén. Adatok a Tanácsköztársaság történetéhez a mátészalkai járásból; összeáll. a mátészalkai Járási Könyvtár dolgozói a "19-es munkaközösség" gyűjtése alapján; MSZMP Járási Párt VB–Járási Tanács VB, Mátészalka, 1959
- Csomár Zoltán: Mátészalka; Községi Tanács, Mátészalka, 1968
- Mátészalka és Vidéke Általános Fogyasztási és Értékesítő Szövetkezet 30 éve. 1944–1974; szerk. Szabó Miklós; Mátészalka és Vidéke Általános Fogyasztási és Értékesítő Szövetkezet, Mátészalka, 1975
- Mátészalka. 1945–1975; szerk. Nagy Bertalan, Farkas József; Mátészalkai Várostörténeti Bizottság, Mátészalka, 1975 (A Magyar Szocialista Munkáspárt Mátészalkai Városi Bizottsága és a Mátészalkai Városi Tanács kiadványai)
- Mátészalka, 1945–1985; szerk. Kárpáti Tibor, Farkas József; MSZMP Mátészalkai Városi Bizottság–Városi Tanács., Mátészalka, 1985
- Mátészalka és Vidéke Általános Fogyasztási és Értékesítő Szövetkezet fejlődése, 1975–1985; szerk. Huszti István, Sallay Zoltán, Gaál Zoltán; Mátészalka és Vidéke ÁFÉSZ, Mátészalka, 1987
- Mátészalka a villamosítás tükrében; összeáll. Szilágyi Béla, Megyer Árpád; Titász, Debrecen, 1988
- Farkas József: A zsidók Mátészalka társadalmában; KLTE, Debrecen, 1989 (Studia folkloristica et ethnographica)
- Nyéki Károly: A Mátészalkai Tűzoltóság 100 éve, 1890–1990; Szabolcs-Szatmár-Bereg Megyei Tűzvédelmi Propaganda Alapítvány, Mátészalka, 1990
- A 85 éves 1. sz. Általános Iskola évkönyve. 1906–1991; szerk. Konczili Vendel; 1. sz. Általános Iskola, Mátészalka, 1991
- Mátészalka néprajza; szerk. Ujváry Zoltán; Ethnica, Debrecen, 1992
- Braun György: Hatan voltunk... Mátészalka – Auschwitz-Birkenau – Los Angeles; szerk. Farkas József; Ethnica, Debrecen, 1992
- Jubileumi évkönyv; összeáll. Kaposi Lajosné, Kaposi Róbert, Enyedy Gyula; Hősök Terei Általános Iskola, Mátészalka, 1996
- Farkas József: A székely hadosztály Mátészalka környéki harcairól, szelíden; Ethnica, Mátészalka–Debrecen, 1996
- A 90 éves Széchenyi István Általános Iskola évkönyve. 1906–1996; összeáll. Kapturné Bíró Beáta; Széchenyi István Általános Iskola, Mátészalka, 1996
- Pirigyi István–Farkas József–Papp András: A mátészalkai Görög Katolikus Egyházközség. A templom felszentelésének 50. évfordulója alkalmából, 1948–1998; Görög Katolikus Egyházközség, Mátészalka, 1998
- Nyéki Károly: "... sokáig sirogatta az anyja". A II. világháború mátészalkai áldozatai; Önkormányzat–Szatmári Múzeum, Mátészalka, 1998
- Nyéki Károly: "...imádkozzatok értünk, hogy mielőbb meghaljunk...". Halálozások a mátészalkai gettóban. 1944 április–május; Önkormányzat, Mátészalka, 1999
- Rizsik Judit Katalin: A születéstől a keresztelésig. Szokások és hiedelmek Mátészalka magyar és cigány lakosságának körében; Romológiai Kutatóintézet, Szekszárd, 2000 (Romológiai Kutatóintézet közleményei)
- A mátészalkai Gépészeti Szakközépiskola jubileumi évkönyve, 1975–2000; szerk. Jágri Ilona, Kötél Sándor, Pankotai Ferenc; Gépészeti Szakközépiskola, Mátészalka, 2000
- Erdős Jenő: Mátészalka zenei élete; Mátészalkai Művészetbarát Egyesület, Mátészalka, 2001
- A 100 éves Széchenyi István Általános Iskola évkönyve, 1906–2006; szerk. Somogyi Tamásné; Széchenyi István Általános Iskola, Mátészalka, 2006
- A mátészalkai kórház jubileumi könyve, 1932–2007; szerk. Harsányi Imréné; Mátészalkai Területi Kórház Igazgató Tanácsa, Mátészalka, 2007
- Salga Attila: A mátészalkai kalandor regényes története. Intézd úgy, hogy önszántukból adják!; Ad Librum, Bp., 2009
- A kerek világ közepén. Igaz mesék Mátészalka valaha volt hőseiről, művészeiről, tudósairól, szélhámosairól... Pénzes Ottó által elbeszélve; Mátészalkai Művészetbarát Egyesület, Mátészalka, 2012
- Viszontlátásra Blum néni. Zsidó életmód és a holokauszt Mátészalkán; szerk. Cservenyák László; Szatmári Múzeum, Mátészalka, 2014 (Studia Szatmariensia)
- Pénzes Ottó: Találkozások Mátészalkán. Beszélgetések, történetek, elmélkedések; Mátészalkai Művészetbarát Egyesület, Mátészalka, 2014
- Régi mátészalkai "lélekrezdülések". Öreg házak, hajdan volt emberek, jóízű történetek; szerk. Farkas Judit; Szatmári Múzeum, Mátészalka, 2014 (Studia Szatmariensia)
- Szabó Menyhért: Az alapító igazgató. Kisgyörgy János életére emlékezve, a mátészalkai Esze Tamás Gimnázium alapításának 70. évfordulóján; Mátészalkai Művészbarát Egyesület, Mátészalka, 2016
- Papp Arthur–Kincses Endre: A mátészalkai református egyház története 1953-ig; Mátészalkai Művészetbarát Egyesület, Mátészalka, 2017